# 上皇后美智子

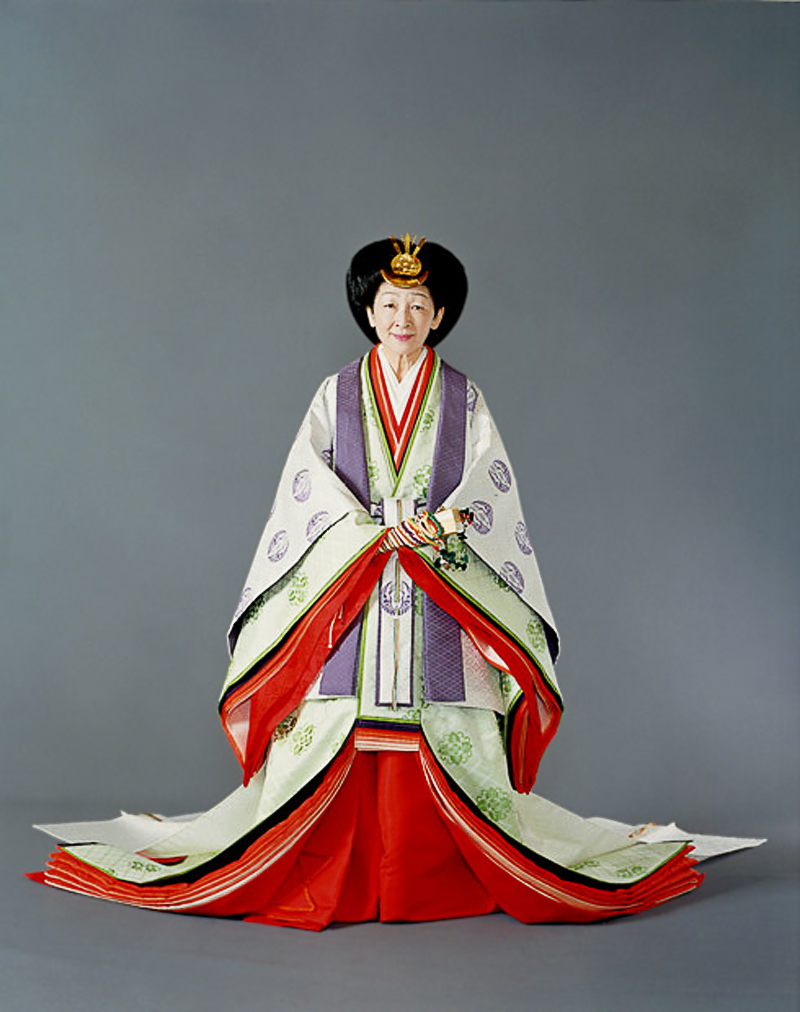
五衣・唐衣・裳姿の美智子。

美智子（みちこ、1934年〈昭和9年〉10月20日 - ）は、日本の第125代天皇・明仁の皇后（在位: 1989年〈昭和64年〉1月7日 - 2019年〈平成31年〉4月30日）。上皇后（在位: 2019年〈令和元年〉5月1日 - ）。皇族。敬称は陛下。お印は白樺。勲等は勲一等。旧氏名は正田 美智子（しょうだ みちこ）。

## 来歴

### 少女時代

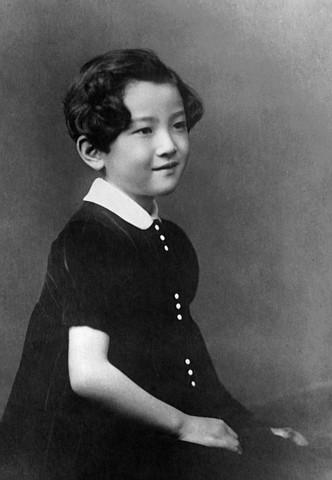
1940年（昭和15年）頃の正田美智子。

日清製粉グループ取締役（成婚時は社長）の正田英三郎・正田富美（1981年（昭和56年）に富美子と改名した）夫妻の長女として東京府東京市本郷区（現・東京都文京区東部）の東京帝国大学医学部附属病院で誕生。大和郷幼稚園、雙葉小学校附属幼稚園を経て、1941年（昭和16年）に雙葉小学校に入学。1944年（昭和19年）、疎開のため、神奈川県藤沢市の乃木高等女学校附属小学校（現・湘南白百合学園小学校）、群馬県の館林南国民学校（現・館林市立第二小学校）、1945年（昭和20年）5月には、長野県の軽井沢第一国民学校（初等科5年に転入、同年9月まで在籍）と転校を繰り返し、軽井沢にて終戦を迎えた。雙葉学園を受験する際、本郷区大和郷の俵孝太郎旧居に、一時在住したこともある。小学生時代の性格は、担任の回想では「真面目な女子児童」「活発で勝ち気だった」「神経質な性格だった」とされていて、スポーツが得意な女子だった。また、ピアノ・絵画・料理、香道も習っていた。
1947年（昭和22年）3月、雙葉小学校を卒業するが、当時は品川区五反田に在住しており通学に不便なことから聖心女子学院中等科へ入学する。1953年（昭和28年）3月、聖心女子学院高等科を卒業。中高時代も成績はトップクラスで、当時の愛称は米国の子役であったシャーリー・テンプルのような天然パーマだったことから「テンプルちゃん」や「ミッチー」「ミチ」と呼ばれていた。
1957年（昭和32年）聖心女子大学文学部外国語外国文学科（現・英語英文学科英語英文学専攻）を卒業。在学中に中学・高校の英語教員免許取得 。在学中はクラスの福祉委員（ウェルフェア・メンバー）委員長、プレジデント（全学自治会会長）としても活動していた。卒業式では総代として答辞を読んだ。自身は大学院進学も希望していたが、両親の意向もあり家庭に入る。クラブ活動では合唱部・英語劇クラブ・テニス部に所属していた。テニスでは在学中に新進トーナメントに優勝して、関東学生ランキングの第4位にランクインした。昭和29年度（1954年度）の成人の日記念の読売新聞社主催の感想文では2位に入選した。大学の卒業論文は、『ゴーズワージーのフォーサイト・クロニエル』（The Forsyte Chronicles by John Galsworthy）。大学卒業後にフランス語の習得をしながら19世紀の児童文学の研究を続けていた。
同年8月、長野県の軽井沢会テニスコートで開催されたテニスのトーナメント大会にて当時皇太子だった明仁親王と出会う。テニスコートの誓いにちなんだ「テニスコートの出会い」として知られ、その後もテニスを通して交際を深めたといわれる。明仁親王は正田美智子（当時）の写真を「女ともだち」と題して宮内庁職員の文化祭に出品したが、「皇太子妃には旧皇族・華族から選ばれるのが当然」と考えられていた時代であり、誰も彼女を「お妃候補」とは思わなかったようである。
1958年（昭和33年）、ベルギーにて開催された「聖心世界同窓会第1回世界会議」の日本代表として出席し、欧米各国に訪問旅行する。
1958年7月24日、日本新聞協会加盟の新聞・通信・放送各社は、皇太子妃の選考について正式発表まで自発的報道管制を決定した。『週刊女性』11月23日号は正田美智子内定を報道し、問題となった。
同年11月27日、皇太子明仁親王と正田美智子の結婚が皇室会議（議長：内閣総理大臣・岸信介）において満場一致で可決された。同日、両親の正田英三郎と富美子夫人との記者会見にて、記者から明仁親王の魅力について問われ「とてもご誠実で、ご立派で、心からご信頼申し上げ、ご尊敬申し上げて行かれる方だというところに魅力を感じ致しました」と回答。これは当時の流行語にもなった。また第一印象について「ご清潔な方」とした。皇太子明仁親王と正田美智子の巨大な写真がデパートに飾られる・「美智子さまぬりえ」が発売されるなどのミッチー・ブームが起こる。

### 結婚への反発

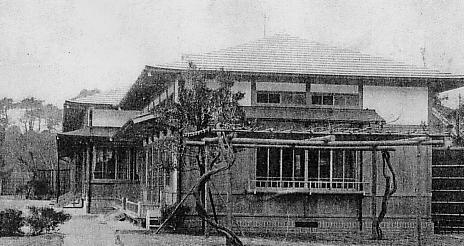
1955年ごろの呉竹寮。

「（将来の皇后となる）皇太子妃は「皇族（臣籍降下後の旧宮家）か五摂家（伯爵以上）といった特定の旧華族に属する女性から選ばれる」ということが習わしとされており、「平民から妃を迎える」ということが考えられず、1958年（昭和33年）の正田美智子の結婚は、旧皇族・旧華族らに強く反対された。
旧皇族久邇宮家出身で姑ともなる皇后良子（当時）は夏に、静岡県の御殿場に高松宮妃、秩父宮妃、松平信子らを招き、「東宮様の御縁談について平民からとは怪しからん」と当時の侍従と数時間懇談し、妃の変更を訴えたとされる。しかし11月の皇室会議では、猛反対をした一人であった秩父宮妃勢津子も賛成し、全員一致で可決した。
旧皇族の梨本伊都子は、明仁親王と正田美智子の婚約発表が行われた同年11月27日付の日記に、「朝からよい晴にてあたたかし。もうもう朝から御婚約発表でうめつくし、憤慨したり、なさけなく思ったり、色々。日本ももうだめだと考へた」と記している。ただ、この結婚に理解を示した義理の姪の配偶者（伊都子の夫梨本宮守正王の兄が久邇宮邦彦王であり香淳皇后の父）である昭和天皇の意向もあり、伊都子は以後は表立って批判することはなくなった。

### 皇太子妃時代

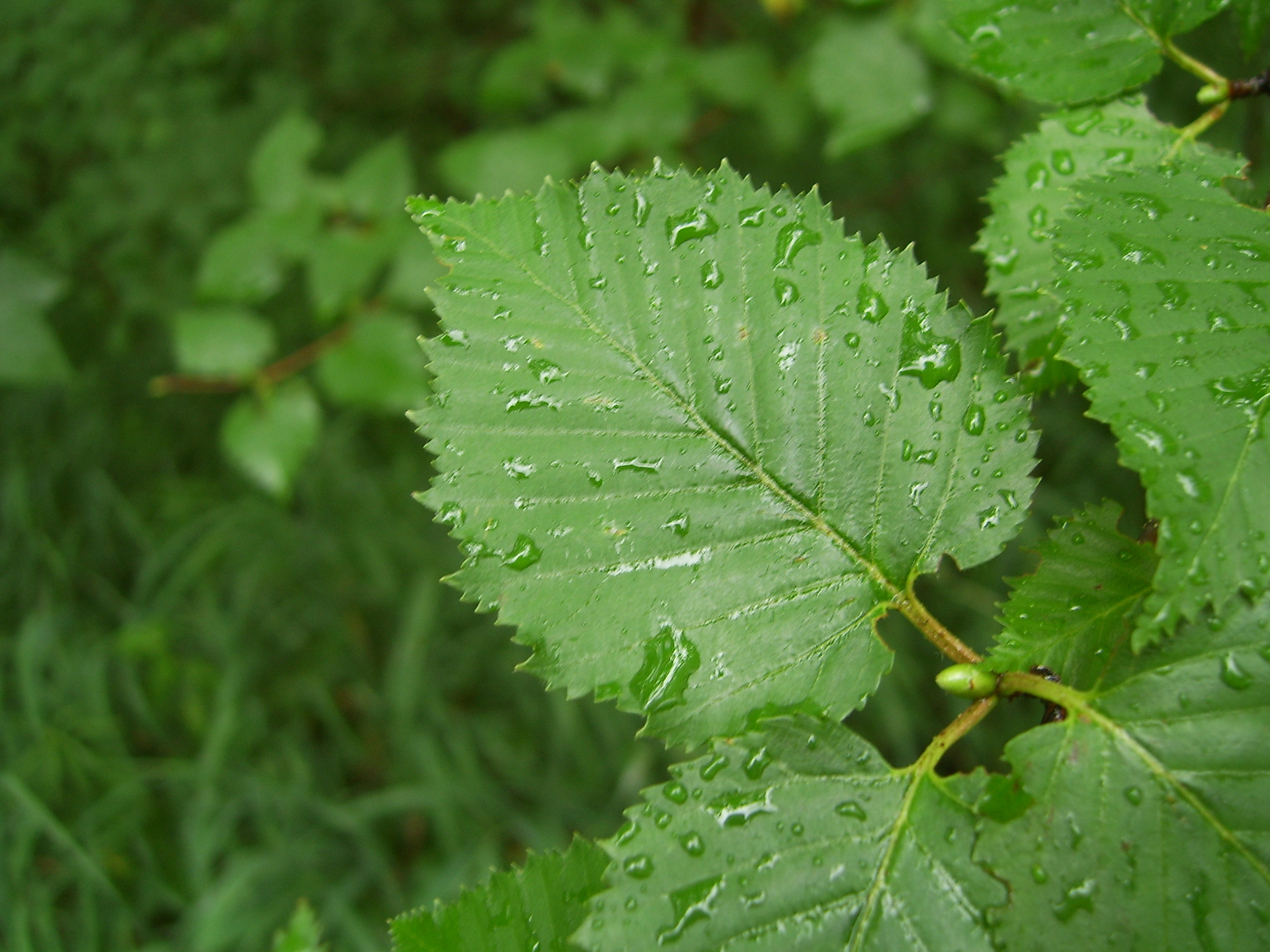
お印に選ばれた白樺。

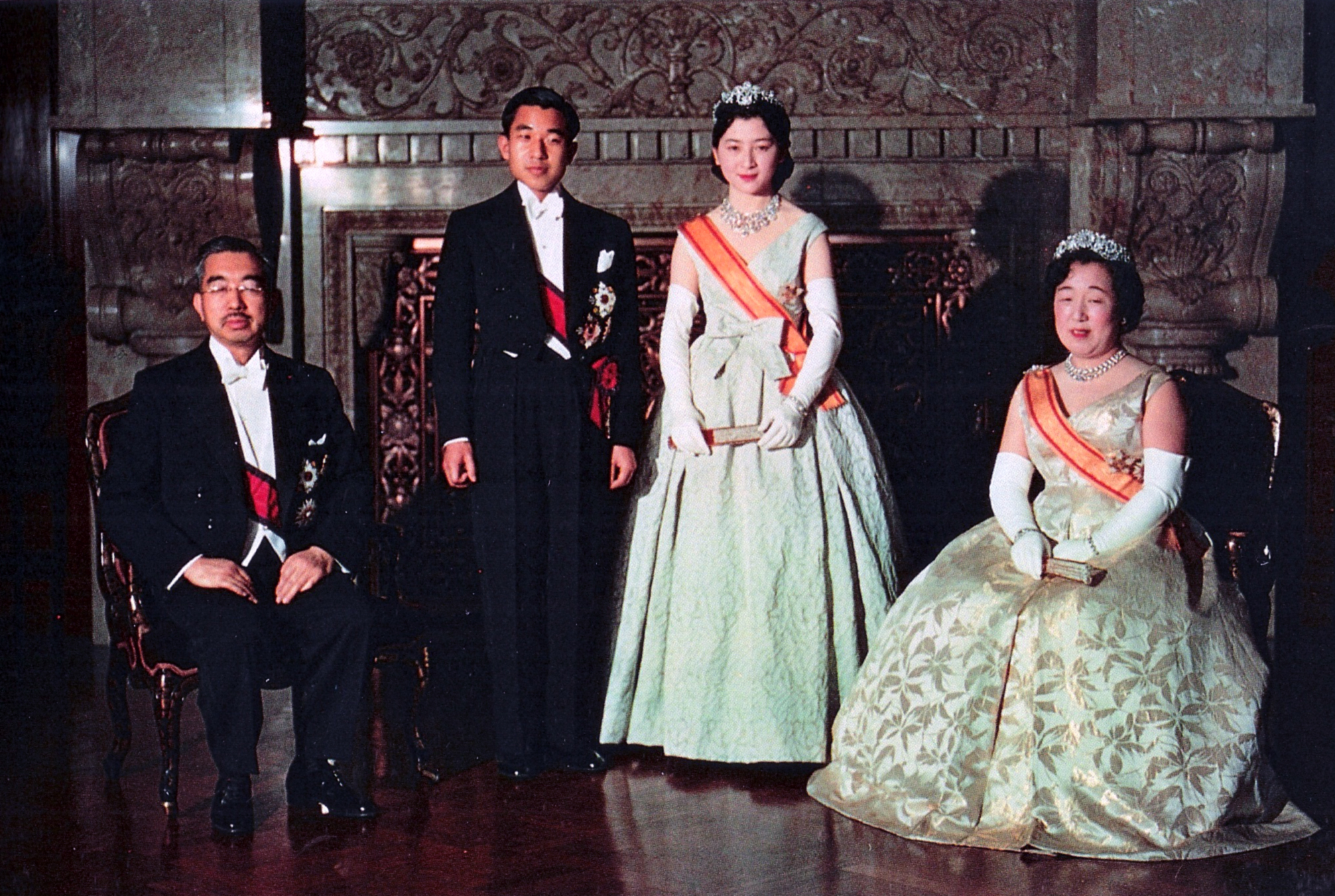
1959年（昭和34年）、朝見の儀に臨んだ昭和天皇、香淳皇后、皇太子明仁親王、同妃美智子。

1960年（昭和35年）9月、国立西洋美術館見学。

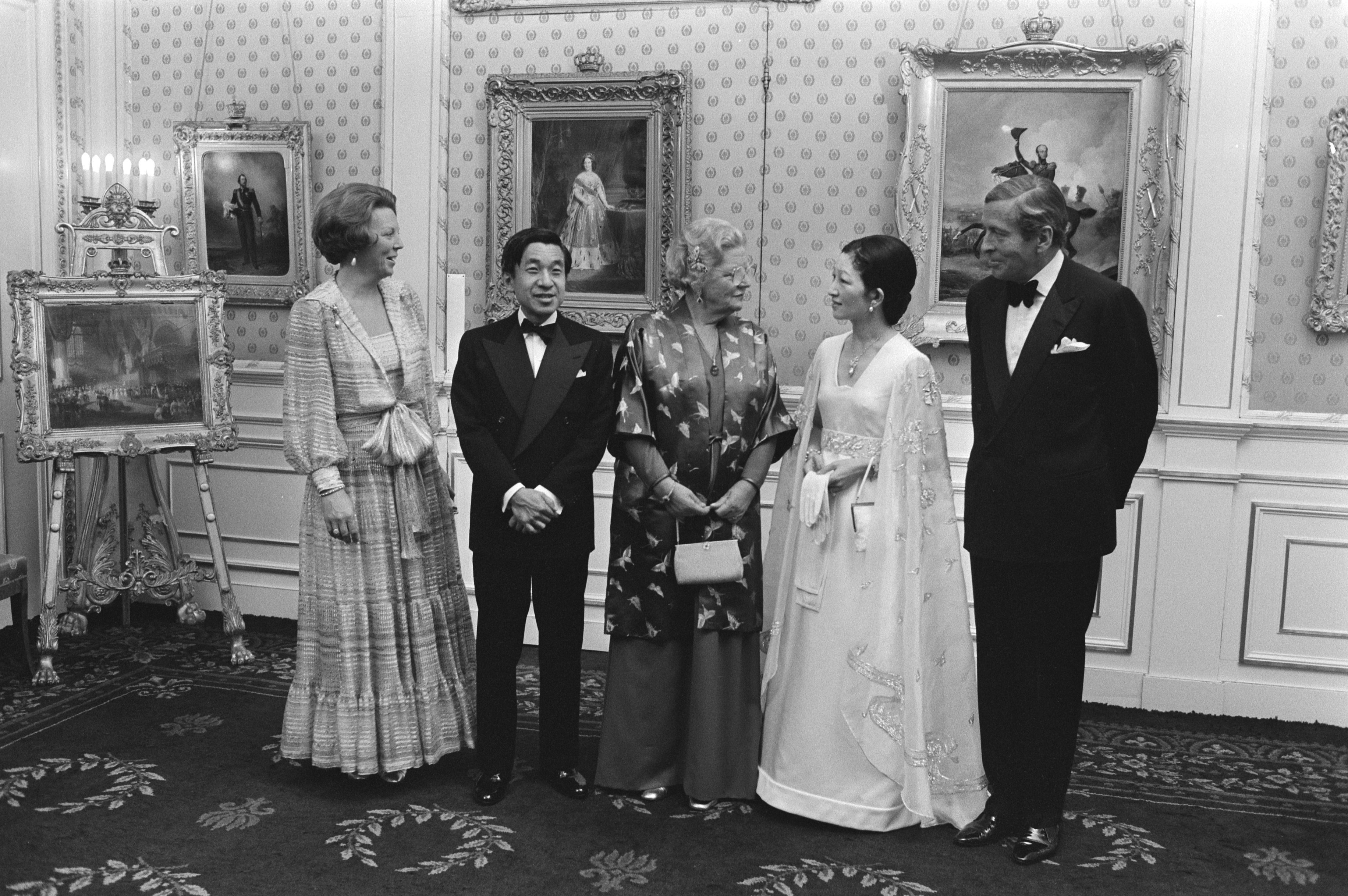
1979年（昭和54年）10月、訪蘭時にベアトリクス女王夫妻と。

1987年（昭和62年）10月、訪米時にロナルド・レーガン大統領夫妻と。

1959年（昭和34年）4月10日、皇太子明仁親王と結婚する。同日の成婚パレードには、沿道に53万人もの市民が集まった。「燕尾服の胸元には大勲位菊花大綬章、シルクハットを右手に晴ればれとしたお顔の皇太子殿下。ダイヤをちりばめた宝冠ティアラー、白いローブデコルテの上には金糸を縫い取りましたショール、美しくも気高いプリンセス美智子妃殿下。白地に花模様のお馬車のシートにむつまじく寄り添われたこの一組の明日の日本の象徴は、奉祝の人波の嵐のような歓呼ににこやかに応えておられます」とはNHKによる実況放送の一部である。またパレードの際には暴漢が馬車を襲撃して取り押さえられる事件が起こった。
お印は夫妻の出会いの場だった軽井沢にちなんで白樺とした。
晴れがましい成婚パレード・民間での祝福ムードとは対照的に、貴賤結婚であることや選に漏れた他の候補者に北白川肇子など元皇族の令嬢がいたことなどの理由から、一部の皇族・女官に受け入れられず、元皇族・元華族の婦人らからもさまざまな非難を受けたとされる。美智子妃は1969年に、昭和天皇の侍従入江相政に対し「（香淳皇后は）平民出身として以外に自分に何かお気に入らないことがあるのか」と尋ねたという。
一方、もと内親王であり、美智子妃の義理の姉にあたる東久邇成子より自宅のホームパーティーに招待されるなど、好意的な旧皇族も存在した。
1960年（昭和35年）2月23日に坂元正一男性産婦人科医師を担当主治医として第一子・第一男子徳仁親王（浩宮）が誕生した。出産後、昭和天皇、香淳皇后より「ごくろうさまでした。しっかり、静養するように」と労いの言葉をかけられた。また、後の第126代天皇となる浩宮徳仁の命名は祖父・昭和天皇が行った。親王の存在は美智子妃の心の支えとなった。美智子妃は当時、側近である黒木従達東宮侍従に「どのようなときでも皇太子としての義務は最優先であり、私事はそれに次ぐもの」との言葉を語っている。同年9月22日 - 10月7日、幕末より数えての日米修好百周年を記念し、アメリカ合衆国連邦政府より招待され訪米。ホワイトハウスにも招待され、ドワイト・アイゼンハワー大統領夫妻と会談した。この折、浩宮は出生後7か月となっていたが伴わず、側近に躾の方針を示したメモ・通称「ナルちゃん憲法」を与えて養育を委ねる。
1963年（昭和38年）に前後し、週刊誌を中心に虚偽・報道協定違反の報道が相次いだ。1963年3月4日に第二子懐妊が報じられたが、同年3月10日の香淳皇后の還暦祝いを欠席し、同11日に小山いと子が美智子妃の生い立ちを書いた、雑誌『平凡』連載の小説『美智子さま』の連載と単行本発行中止を宮内庁が平凡出版に申し入れ、連載は中止された。直後の3月22日に宮内庁病院に緊急入院、胞状奇胎と診断され翌23日の午後に流産の処置手術が行われた。全国紙各紙は美智子妃の不調を週刊誌報道や小説問題と関連づけ、『平凡』ほか雑誌をバッシングしたが、胞状奇胎がストレスで起こることはなく、小説の内容は東宮御所筋から得ていたと小山は証言しており、対立する宮内庁側からの圧力とされる。このとき流産の件をある宮妃に責められることがあったため、その後も心身の疲労から体調が回復せず、同年4月より葉山御用邸にて約3か月間ひとりで静養する事態となった。7月8日から皇太子・皇孫浩宮とともに軽井沢で過ごしたあと、9月1日に帰京し、9月13日の第18回国民体育大会（山口国体）から、段階的に公務に復帰した。
1961年（昭和36年）夏頃、聖心女子大学でキリスト教女子教育を受けた事情からキリスト教に心酔していることに昭和天皇が激怒し、美智子妃が「絨毯の上にひれ伏して謝ったが、天皇のお怒りは容易に静まらなかった」と『文藝春秋』が報じた。

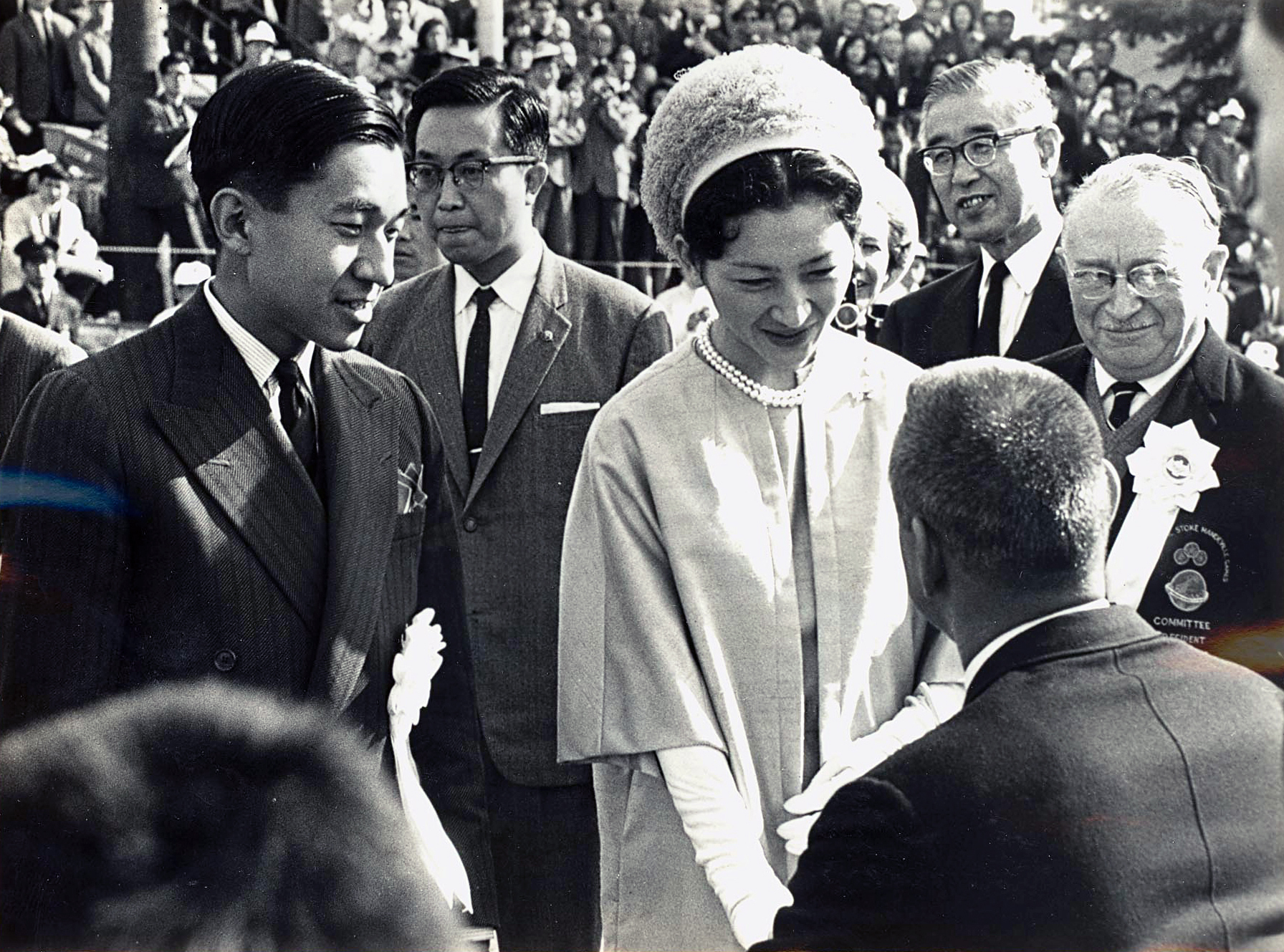
1964年（昭和39年）皇太子明仁親王と共に 東京パラリンピックにて。

1965年（昭和40年）11月30日、第二子・第二男子文仁親王（礼宮）誕生。
1969年（昭和44年）4月18日、皇太子明仁親王との第三子・第一女子清子内親王（紀宮）誕生。苦労の多い美智子妃にとって、唯一の娘である紀宮の存在は大きな心の支えとなったとされる。
1972年（昭和47年）1月6日、東武日光駅前で少年から手袋を投げつけられた上で体当たりを受ける被害に遭うが、各地への行幸啓を続け、1977年（昭和52年）から10年間は、毎年紀宮と2人で陵墓・史跡訪問を含む小旅行も行なっていた。
これら子女の出産にあたり、皇室の慣習である宮中御産殿での出産や、乳母制度、傅育官制度を廃止した。
1984年（昭和59年）、銀婚式となる結婚25周年の会見で「夫婦としてお互いに何点をつけるか」との問いに対し、皇太子が「点数をつけることはできないが努力賞ということで」と答えたのを聞いて、美智子妃は「私も差し上げるのなら、お点ではなく感謝状を」と答え、同席していた記者たちからも感嘆の声があがった。
1986年（昭和61年）3月、子宮筋腫の手術を受ける。このため同時期に予定されていた訪米は翌年に延期、訪韓は中止になった。手術の際も夫・皇太子の公務の妨げとなることを好まず、中止の判断は極限まで下されなかった。退院の際、宮内庁病院玄関前で皇太子の胸に顔をうずめる姿がみられた。
晩年の昭和天皇一家の写真にて、嫁・美智子妃が腰を悪くしていた姑・香淳皇后の体を支えている写真が複数公表されている。秩父宮妃勢津子とはともにマラソンを観戦した姿も目撃・報道された。また次男の文仁親王と長女の清子内親王は高松宮妃喜久子と関係が深く、孫のようにかわいがられていたといわれる。

### 皇后時代

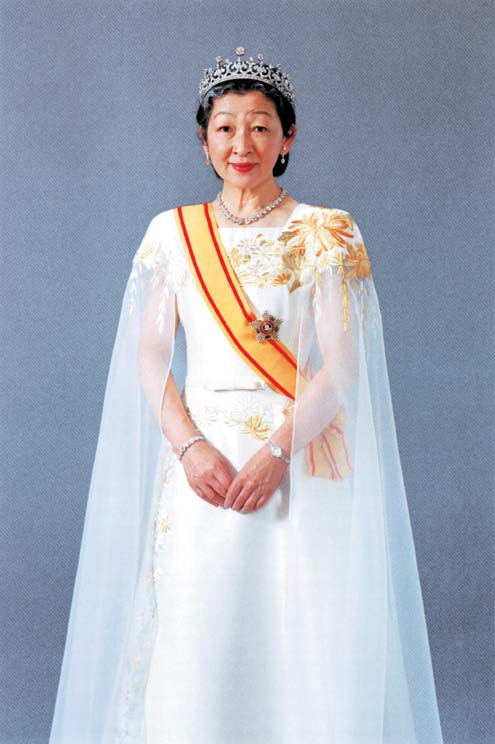
ローブデコルテの正装。

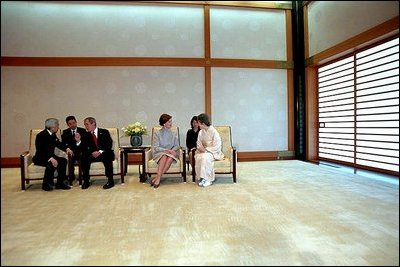
2002年（平成14年）1月、米国ジョージ・W・ブッシュ大統領夫妻と会談。

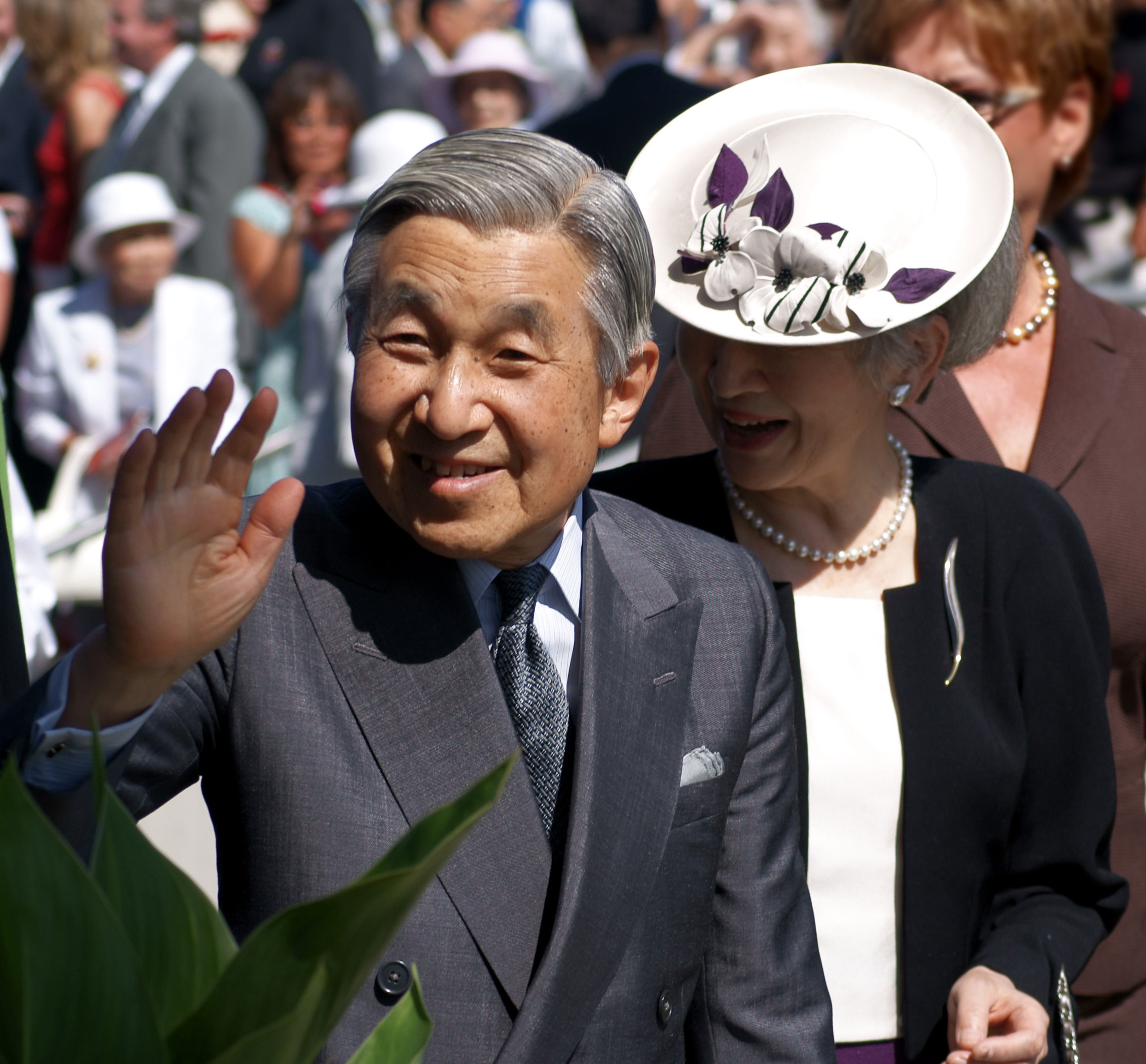
2009年（平成21年）7月10日、カナダ訪問時（リッチモンド・オリンピックオーバル、ブリティッシュコロンビア州リッチモンド）。

1989年（昭和64年）1月7日、義父の昭和天皇が崩御し夫の明仁親王即位に伴い、皇太后となった姑の香淳皇后を引き継ぎ立后する。即位・立后後の記者会見においては、皇太子となり東宮仮御所にて独立する長男の徳仁親王について「時たまでよろしいから、ヴィオラを聴かせにいらしてくださると、うれしいと思います」とのコメントを発している。
1993年（平成5年）10月20日、満59歳の誕生日に赤坂御所にて倒れる。
同年の『宝島30』1993年8月号には「皇室の危機-『菊のカーテン』の内側からの証言」として、「宮内庁職員・大内糺」を称する人物による記事が掲載されていた。
島田雅彦のまとめによれば、その中で大内を名乗る人物は、天皇夫妻を昭和天皇や香淳皇后に比して、「華美で西洋風な生活を送り、神道よりもキリスト教に親和性が高く（元々、皇后が学習院ではなくミッション系大学の出でもあることから）、国民の望む皇室の主としてふさわしくない」という批判をし、それを皮切りに『週刊文春』などにも平成の皇后に対するバッシング記事が相次いで掲載された。宮中の最高権力者の一人となった皇后への、守旧派の「最後の反撃」と国民の「漠たる反感」が背景とされる。
このため皇后は精神的な苦痛から失声症となった。これに対し、宝島社および文藝春秋の関係者宅に何者かが銃弾を撃ち込む騒動が起き、このショックと皇后が宮中祭祀を熱心に行ったことで事態は沈静化したが、前代とは違う形の菊タブーが明らかになったとされる。翌年に回復し「どの批判も、自分を省みるよすがとしていますが、事実でない報道がまかり通る社会になって欲しくありません」とのコメントを発表している。
1994年（平成6年）10月20日、還暦を迎える。
1995年（平成7年）1月31日、天皇と共に夫妻で兵庫県南部地震による阪神・淡路大震災発生後の兵庫県神戸市を見舞い（行幸啓）、同市長田区の菅原市場にその日皇居から自ら切って持参した黄色と白の水仙を供えた。この水仙は関係者によって永久保存処置が取られ、同市布引ハーブ園内で展示されている。被災地の避難所を訪問し、被災者一人一人に声をかけ、時には手を握り、時には抱きしめて被災者の労をねぎらう様子が大きな反響を呼ぶ。また、一人の病身の被災者のために自ら布団を敷いた。
1998年（平成10年）、インド・ニューデリーで開催された「国際児童図書評議会（IBBY）」に際してビデオによる講演を行い、日本神話に触れ、日本武尊の妃弟橘比売の吾妻における入水の物語などを引いて、成婚以来の胸中を語った。2002年（平成14年）、IBBYの本部があるスイス・バーゼルで開催されたIBBY50周年記念大会に、IBBY名誉総裁として出席し祝辞を述べた。これが唯一の単独での海外公務となっている。
2002年（平成14年）10月20日、皇后の満68歳の誕生日に際し宮内記者会の質問に対する文書ご回答で、次のように北朝鮮による日本人拉致問題についてコメントした。「小泉総理の北朝鮮訪問により、一連の拉致事件に関し、初めて真相の一部が報道され、驚きと悲しみとともに、無念さを覚えます。なぜ私たち皆が、自分たち共同社会の出来事として、この人々の不在をもっと強く意識し続けることができなかったかとの思いを消すことができません。今回の帰国者と家族との再会の喜びを思うにつけ、今回帰ることのできなかった人々の家族の気持ちは察するにあまりあり、その一入（ひとしお）の淋しさを思います。」
2005年（平成17年）10月20日、清子内親王降嫁前の記者会見では子供たちに対する思いを語り、徳仁親王が優しく、よく励ましの言葉をかけてくれたこと、文仁親王が細心な心配りを忘れない一方で自分が真実を見失わないようにも注意していたということ、清子内親王誕生の折には曇りなき晴天に朝から吉兆を感じたこと、清子内親王のおおらかでのどかな性格などを回想しつつ語った。婚礼の朝には、民間へ降嫁する愛娘を気遣い、抱きしめて励ましたという。
2007年（平成19年）、体調を崩し腸壁から出血。ストレス性のものと診断された。通常の公務と並行して療養した結果、病状は回復したと発表された。同年5月21日からは、天皇とともに欧州訪問の途についている。8月8日には須崎御用邸での静養を中止し、天皇とともに新潟県中越沖地震の被災地を訪問。

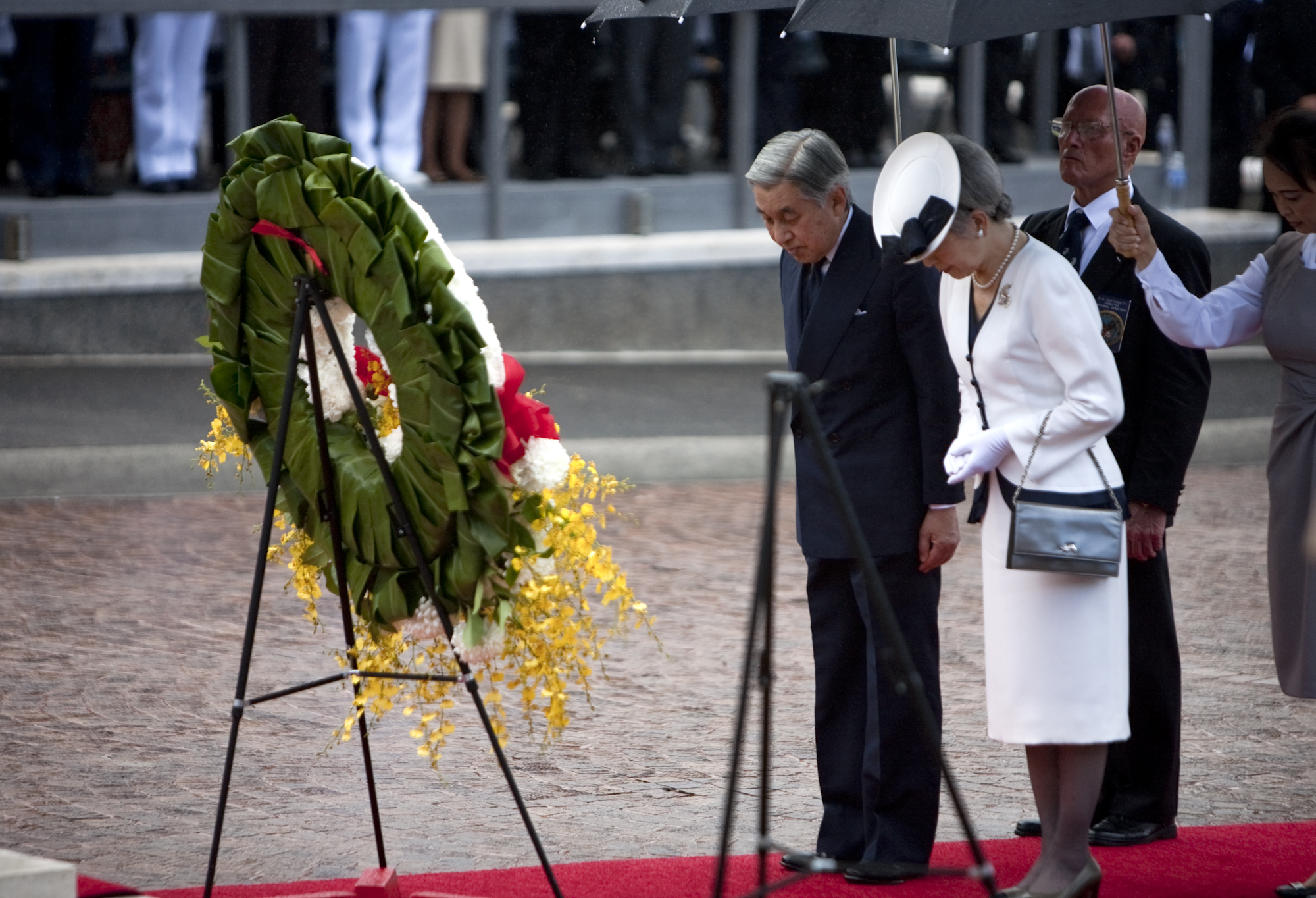
2009年（平成21年）7月15日、米国ハワイ・ホノルルの第二次世界大戦太平洋戦線戦没者慰霊碑に礼をして。

しかしながら、2008年（平成20年）で皇后も74歳の高齢となり、健康上の理由から公務軽減が検討された。
2011年（平成23年）3月30日、 天皇とともに夫妻で、同年3月11日発生の東北地方太平洋沖地震による東日本大震災の被災者約290人が避難している東京武道館（東京都足立区）を訪問し（行幸啓）、膝をつきながら、一人ひとりを親しく激励した。
2015年（平成27年）7月29日、皇后は6月末ごろから胸の痛みを訴え、その頻度が週に数回程度から徐々に増えてきたため、同月24日に24時間の心電図検査を受けた。その結果、心臓の筋肉に血流が不足する心筋虚血を疑う所見がみられたという。宮内庁は29日、心筋虚血の疑いがあるため、同年8月9日に、東京大学病院で精密検査を受診すると発表した。同病院で冠動脈の状態をCT検査で確認し、治療を受け、以後体調は安定している。

### 上皇后時代

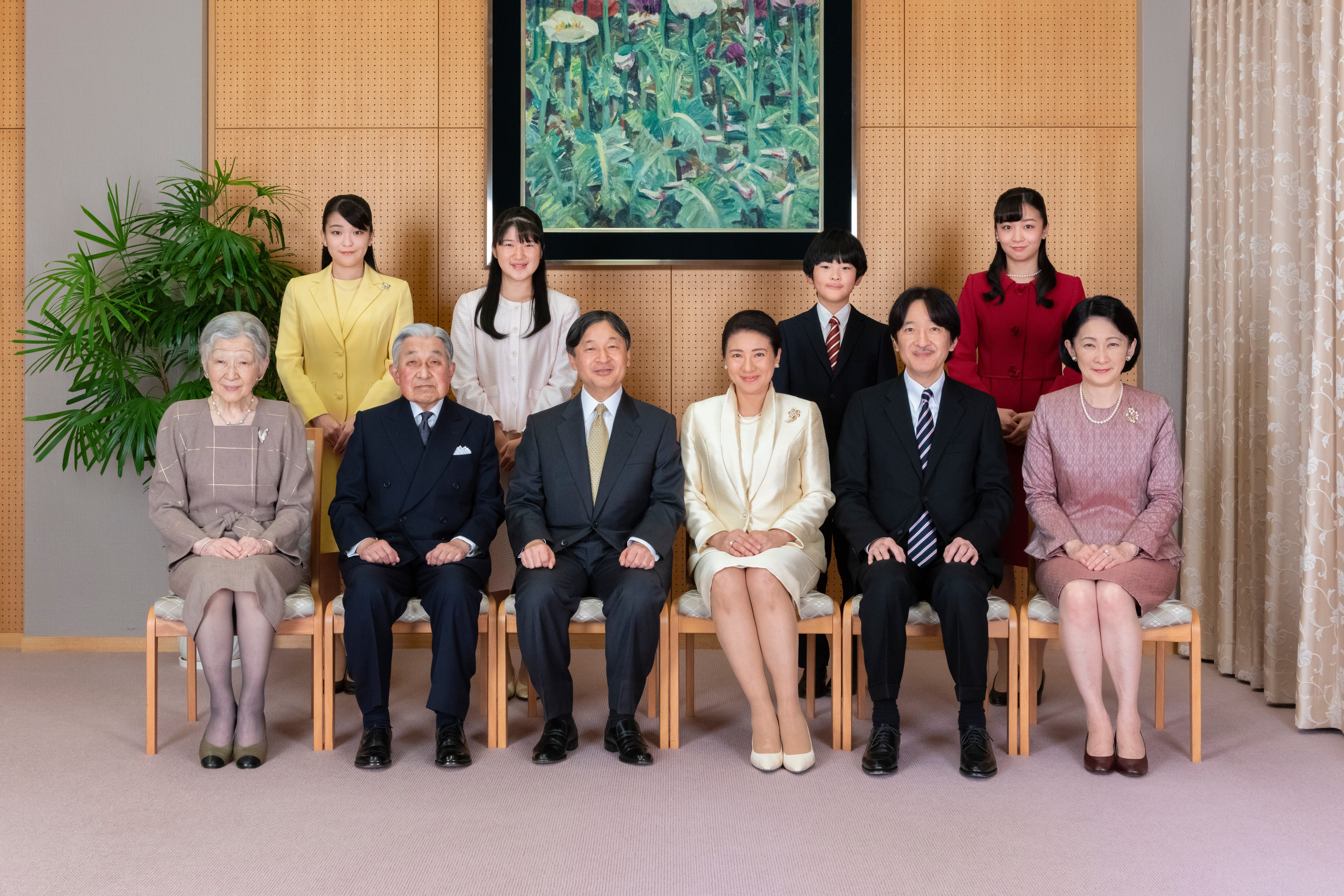
2021年1月に公開された、天皇一家、上皇夫妻、秋篠宮一家の集合写真。

2016年（平成28年）8月8日に国民に向けたビデオメッセージとして全国放送された「象徴としてのお務めについての天皇陛下のおことば」の録画収録の際には、その場にも同伴した。2017年（平成29年）6月9日に天皇の退位等に関する皇室典範特例法が成立、202年ぶりとなる天皇譲位が実現することとなった。
これにより夫・明仁が2019年（平成31年）4月30日で退位し同日の退位礼正殿の儀にて皇后としての最後の公務に臨んだ。翌（令和元年）5月1日に長男の皇太子徳仁親王が第126代天皇に即位することに伴い、皇太子徳仁親王妃雅子が立后した。
美智子の称号は「上皇后（じょうこうごう）」となった。前皇后の称号については、夫帝の生死に関わらず歴史的に用いられてきた「皇太后（こうたいごう）」、あるいはその略称である「太后（たいこう）」の称号を用いるべきであるとする反対意見もあったが、「退位した上皇が健在にもかかわらず、（皇室史上においても）崩御により夫と死別した未亡人というイメージが強い皇太后の称号を使用することは避けるべき」という見解が出たため、新称号を創設する運びとなった。
上皇后となって1か月が経過した後、2019年（令和元年）6月8日に宮内庁病院で心臓の検査を受けた。この検査は白内障の手術を受けるために行われた血液検査において、心不全の診断指標であるBNP値が上昇していたことから実施された。専門医による診断の結果、中等度の三尖弁逆流症、軽度の僧帽弁逆流症及び不整脈の所見が認められた。その後、上皇との同伴で京都府での「孝明天皇山陵及び明治天皇山陵に親謁の儀」を済ませた後の6月16日に右眼の白内障手術を、6月23日に左眼の白内障手術を受けた。以後は、目の保護のためサングラスをつける。
2020年（令和2年）1月2日、夫の上皇明仁、天皇徳仁と皇后雅子および他の皇族らと共に、皇居での新年一般参賀に参加。夫の上皇とともに上皇后となって以降、初めて公の場で姿を見せた。同年3月31日、上皇と共に仮住居となる高輪皇族邸（高輪仙洞仮御所）に引越した。それ以降、新型コロナウイルスの影響により、ほとんど外出を控えるようになり、国民の目に触れることも少なくなっていた。同年9月11日、定期健診のため宮内庁病院に赴いた。
2022年（令和4年）4月26日、夫の上皇明仁とともに静養先の葉山御用邸を出発し、赤坂の仙洞御所（旧赤坂御所）に引っ越した。
2024年（令和6年）6月3日、新型コロナウイルスに感染したと宮内庁は発表し、そのあと同月10日に、PCR検査で陰性になり、せきなどの症状も回復したと発表した。
また同じく2024年の10月6日、仙洞御所で転倒し、右大腿骨上部を骨折した。8日に東京大学医学部付属病院で手術を受け、入院した。同年10月13日に退院した後は、住まいでリハビリに取り組んだ。

## 年譜
- 1934年（昭和9年）10月20日、東京府東京市本郷区（現・東京都文京区本郷）の東京帝国大学医学部附属病院にて誕生。
- 1939年（昭和14年）、大和郷幼稚園に入園（文京区本駒込）。
- 1939年（昭和14年）、雙葉学園雙葉小学校附属幼稚園に編入園（千代田区六番町）。
- 1941年（昭和16年）、雙葉学園雙葉小学校に入学。
- 1944年（昭和19年）、乃木高等女学校附属小学校（現・湘南白百合学園小学校）に編入学（神奈川県藤沢市）。
  - 館林南国民学校（現・館林市立第二小学校）に編入学。
- 1945年（昭和20年）5月、軽井沢第一国民学校（現・軽井沢町立東部小学校）に編入学。
- 1947年（昭和22年）3月、雙葉学園雙葉小学校を卒業。
- 1953年（昭和28年）3月、聖心女子学院中等科を卒業。
- 1955年（昭和30年）3月、聖心女子学院高等科を卒業。
- 1957年（昭和32年）、聖心女子大学文学部外国語外国文学科（現・英語英文学科英語英文学専攻）を卒業。
- 1959年（昭和34年）4月10日、皇太子明仁親王（当時）と成婚。皇太子妃冊立。
  - 同日付で勲一等宝冠章を受章。
- 1960年（昭和35年）2月23日、浩宮徳仁親王（第1子/長男、第126代天皇）を出産。
- 1965年（昭和40年）11月30日、礼宮文仁親王（第2子/次男、秋篠宮）を出産。
- 1969年（昭和44年）4月18日、紀宮清子内親王（第3子/長女、黒田清子）を出産。
- 1989年（昭和64年）1月7日、義父の昭和天皇崩御。皇太子明仁親王の皇位継承による第125代天皇践祚に伴い皇后冊立（立后）。
- 2019年（令和元年）5月1日、明仁の退位に伴い（皇室典範特例法による上皇）、上皇后となる。

## 外国訪問

### 単独訪問

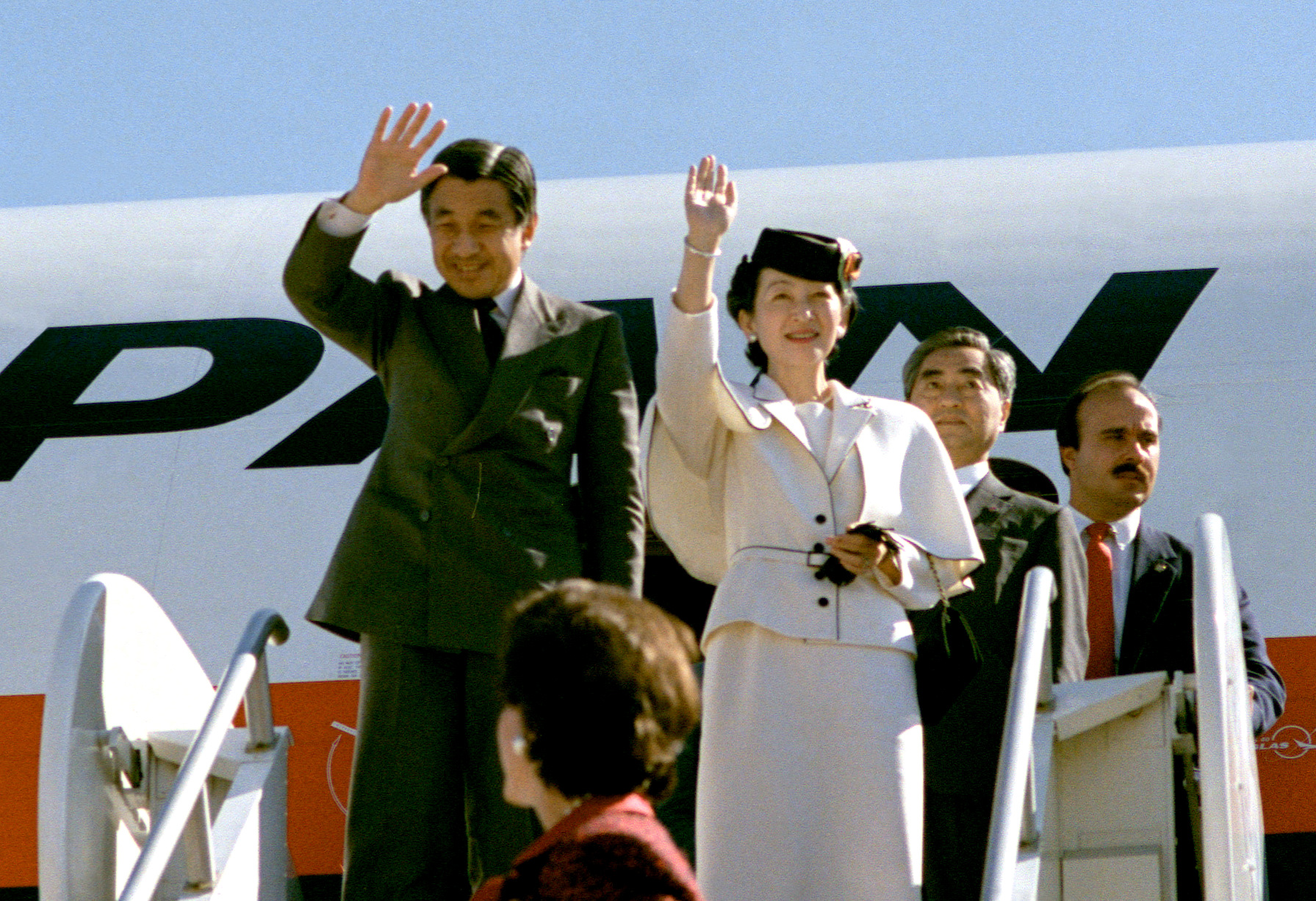
1987年（昭和62年）上皇（当時：皇太子）と共に アメリカ・メリーランド州、アンドルーズ空軍基地にて。

- 2002年（平成14年）9月28日 - 10月3日、 スイス旅行。
  - 国際児童図書評議会（IBBY）、スイス・バーゼル＝シュタット準州州政府からの招待により、同準州州都でIBBYの本部があるバーゼルで開催される「国際児童図書評議会創立50周年記念大会」に同会の名誉総裁として出席のため。
- 2014年（平成26年）12月11日 - 12月13日、 ベルギー訪問。
  - 元・ベルギー国王ボードゥアンの王妃であるファビオラが12月5日に死去し、12月12日に首都ブリュッセル行われる葬儀に参列するため[47]。

### 明仁との訪問

#### 皇太子妃時代
| 年   | 出国     | 帰国     | 訪問地 | 同行     | 備考                                    |
| ---- | -------- | -------- | --- | -------- | --------------------------------------- |
| 1953 | 03月30日 | 10月12日 | イギリス アメリカ合衆国（立寄り） カナダ（立寄り） フランス（立寄り） スペイン（立寄り） モナコ（立寄り） スイス（立寄り） （立寄りした国は合計13カ国） |          | 英エリザベス2世女王戴冠式参列、天皇名代 |
| 1960 | 09月22日 | 10月07日 | アメリカ合衆国 | 皇太子妃 | 日米修好100年記念                       |
| 1960 | 11月12日 | 12月09日 | イラン エチオピア帝国 インド ネパール王国 タイ（立寄り）                                                                                                | 皇太子妃 | 国際親善（名代）                        |
| 1962 | 01月22日 | 02月10日 | パキスタン インドネシア | 皇太子妃 | 国際親善（名代）                        |
| 1962 | 11月05日 | 11月10日 | フィリピン | 皇太子妃 | 国際親善（名代）                        |
| 1964 | 05月10日 | 05月17日 | メキシコ アメリカ合衆国（立寄り） | 皇太子妃 | 国際親善（名代）                        |
| 1964 | 12月14日 | 12月21日 | タイ | 皇太子妃 | 国際親善（名代）                        |
| 1967 | 05月09日 | 05月31日 | ペルー アルゼンチン ブラジル | 皇太子妃 | 国際親善（名代）                        |
| 1970 | 02月19日 | 02月28日 | マレーシア（天皇名代） シンガポール | 皇太子妃 | 国際親善                                |
| 1971 | 06月03日 | 06月12日 | アフガニスタン王国 イラン（立寄り） タイ（立寄り） | 皇太子妃 | 国際親善（名代）                        |
| 1973 | 05月06日 | 05月23日 | オーストラリア ニュージーランド | 皇太子妃 | 国際親善                                |
| 1973 | 10月11日 | 10月22日 | スペイン アメリカ合衆国（立寄り） ベルギー（立寄り） | 皇太子妃 | 国際親善                                |
| 1975 | 02月20日 | 02月28日 | ネパール王国 バングラデシュ（立寄り） インド（立寄り）                                                                                                  | 皇太子妃 | ネパール国王戴冠式参列                  |
| 1976 | 06月08日 | 06月25日 | ヨルダン ユーゴスラビア（名代） イギリス タイ（立寄り）                                                                                                 | 皇太子妃 | 国際親善                                |
| 1978 | 06月12日 | 06月27日 | ブラジル パラグアイ アメリカ合衆国（立寄り） | 皇太子妃 | ブラジル移住70周年記念式典参列          |
| 1979 | 10月05日 | 10月14日 | ルーマニア社会主義共和国 ブルガリア（名代） オランダ（立寄り） ベルギー（立寄り）                                                                       | 皇太子妃 | 国際親善                                |
| 1981 | 02月27日 | 03月07日 | サウジアラビア スリランカ タイ（立寄り） シンガポール（立寄り）                                                                                         | 皇太子妃 | 国際親善                                |
| 1981 | 07月26日 | 08月02日 | イギリス ベルギー（立寄り） | 皇太子妃 | 英チャールズ皇太子結婚参列 差遣         |
| 1983 | 03月10日 | 03月25日 | ザンビア · タンザニア · ケニア（名代） · ルクセンブルク（立寄り） · ベルギー（立寄り） · タイ（立寄り）                                                 | 皇太子妃 | 国際親善                                |
| 1984 | 02月25日 | 03月08日 | ザイール セネガル（名代） ベルギー（立寄り） イギリス（立寄り）                                                                                         | 皇太子妃 | 国際親善                                |
| 1985 | 02月23日 | 03月09日 | スペイン アイルランド（名代） ポーランド（立寄り） イギリス（立寄り）                                                                                   | 皇太子妃 | 国際親善                                |
| 1985 | 06月01日 | 06月15日 | スウェーデン · デンマーク · ノルウェー（名代） · フィンランド                                                                                           | 皇太子妃 | 国際親善                                |
| 1987 | 10月03日 | 10月10日 | アメリカ合衆国 | 皇太子妃 | 国際親善                                |

#### 皇后時代
| 年               | 出国     | 帰国     | 訪問地                                                                  | 同行 | 備考                                                                                             |
| ---------------- | -------- | -------- | ----------------------------------------------------------------------- | ---- | ------------------------------------------------------------------------------------------------ |
| 1991年 (平成3)   | 09月26日 | 10月06日 | タイ マレーシア インドネシア                                            | 皇后 | 国際親善 各国からの招待                                                                          |
| 1992年 (平成4)   | 10月23日 | 10月28日 | 中国                                                                    | 皇后 | 国際親善 中国からの招待                                                                          |
| 1993年 (平成5)   | 08月06日 | 08月09日 | ベルギー                                                                | 皇后 | 国王ボードゥアン1世の国葬参列                                                                    |
| 1993年 (平成5)   | 09月03日 | 09月19日 | イタリア ベルギー ドイツ バチカン（立寄り）                             | 皇后 | 国際親善 各国からの招待                                                                          |
| 1994年 (平成6)   | 06月10日 | 06月26日 | アメリカ合衆国                                                          | 皇后 | 国際親善 アメリカからの招待                                                                      |
| 1994年 (平成6)   | 10月02日 | 10月14日 | フランス スペイン ドイツ（立寄り）                                      | 皇后 | 国際親善 両国からの招待                                                                          |
| 1997年 (平成9)   | 05月30日 | 06月13日 | ブラジル アルゼンチン ルクセンブルク（立寄り） アメリカ合衆国（立寄り） | 皇后 | 国際親善 両国からの招待                                                                          |
| 1998年 (平成10)  | 05月23日 | 06月05日 | イギリス · デンマーク · ポーランド（立寄り）                            | 皇后 | 国際親善 両国からの招待                                                                          |
| 2000年 (平成12)  | 05月20日 | 06月01日 | オランダ · スウェーデン · スイス（立寄り） · フィンランド（立寄り）     | 皇后 | 国際親善 両国からの招待                                                                          |
| 2002年 (平成14)  | 07月06日 | 07月20日 | ポーランド · ハンガリー · チェコ（立寄り） · オーストリア（立寄り）     | 皇后 | 国際親善 両国からの招待                                                                          |
| 2005年 (平成17)  | 05月07日 | 05月14日 | ノルウェー · アイルランド（立寄り）                                     | 皇后 | 国際親善 ノルウェーからの招待                                                                    |
| 2005年 (平成17)  | 06月27日 | 06月28日 | サイパン島                                                              | 皇后 | 平和祈念 戦没者慰霊                                                                              |
| 2006年 (平成18)  | 06月08日 | 06月15日 | シンガポール タイ マレーシア（立寄り）                                  | 皇后 | 国際親善 シンガポールからの招待 タイ国王即位60年記念式典臨席                                     |
| 2007年 (平成19)  | 05月21日 | 05月30日 | スウェーデン · エストニア · ラトビア · リトアニア · イギリス            | 皇后 | 国際親善 各国からの招待                                                                          |
| 2009年 (平成21)  | 07月03日 | 07月17日 | カナダ ハワイ                                                           | 皇后 | 国際親善 カナダからの招待 ハワイ州皇太子明仁親王奨学金財団50周年記念行事                         |
| 2012年 (平成24） | 05月16日 | 05月20日 | イギリス                                                                | 皇后 | 女王エリザベス2世即位60周年の記念午餐会招待                                                      |
| 2013年 (平成25)  | 11月30日 | 12月06日 | インド                                                                  | 皇后 | 国際親善 インド政府からの招待                                                                    |
| 2015年 (平成27)  | 04月08日 | 04月09日 | パラオ                                                                  | 皇后 | 戦没者慰霊 平和祈念 パラオ国の招請                                                               |
| 2016年 (平成28)  | 01月27日 | 01月30日 | フィリピン                                                              | 皇后 | 国際親善 フィリピン政府からの招請 戦没者慰霊 平和祈念                                            |
| 2017年 (平成29)  | 02月28日 | 03月06日 | ベトナム · タイ（立寄り）                                               | 皇后 | 国際親善 ベトナム政府からの招請 戦没者慰霊 平和祈念 タイ国前国王プミポン・アドゥンヤデートの弔問 |

## 皇子孫

### 皇子女
夫の上皇明仁との間に、2男1女の3子を出産しもうける。
| 画像 | 諱   | 誕生時の身位 | 生年月日                            | 御称号 | 続柄               | 現在 |
| ---- | ---- | ------------ | ----------------------------------- | ------ | ------------------ | --- |
|      | 徳仁 | 親王         | 昭和35年（1960年） 2月23日（65歳）  | 浩宮   | 第1皇男子（第1子） | 今上天皇（第126代天皇） 小和田雅子と結婚。后妃：皇后雅子 子女：1女(1人)。                                                                    |
|      | 文仁 | 親王         | 昭和40年（1965年） 11月30日（59歳） | 礼宮   | 第2皇男子（第2子） | 秋篠宮文仁親王 秋篠宮家（あきしののみや）当主かつ皇嗣（皇位継承順位第1位） 川嶋紀子と結婚。后妃：(皇嗣妃) 文仁親王妃紀子 子女：1男2女(3人)。 |
|      | 清子 | 内親王       | 昭和44年（1969年） 4月18日（56歳）  | 紀宮   | 第1皇女子（第3子） | 黒田慶樹と結婚。 黒田家に降嫁し皇籍離脱以後、黒田清子（姓読み：くろだ）。 子女：無し。                                                       |

### 皇孫

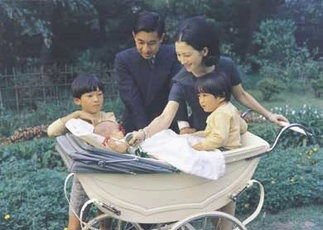
1969年（昭和44年）9月、当時の皇太子一家、乳児は清子内親王（黒田清子）、左から徳仁親王（今上天皇）、皇太子明仁親王、皇太子妃美智子、文仁親王（秋篠宮）。

1男3女の孫がいる。
| 画像 | 諱   | 誕生時の身位 | 生年月日                           | 御称号 | 続柄                               | 現在                                                                                              |
| ---- | ---- | ------------ | ---------------------------------- | ------ | ---------------------------------- | ------------------------------------------------------------------------------------------------- |
|      | 愛子 | 内親王       | 平成13年（2001年） 12月1日（23歳） | 敬宮   | 今上天皇第1皇女子（第1子）         |                                                                                                   |
|      | 眞子 | 内親王       | 平成3年（1991年） 10月23日（33歳） |        | 皇嗣秋篠宮文仁親王第1女子（第1子） | 小室圭と結婚。 小室家に降嫁し皇籍離脱以後、小室眞子（姓読み：こむろ）。 子女：1人（性別非公表）。 |
|      | 佳子 | 内親王       | 平成6年（1994年） 12月29日（30歳） |        | 皇嗣秋篠宮文仁親王第2女子（第2子） |                                                                                                   |
|      | 悠仁 | 親王         | 平成18年（2006年） 9月6日（18歳）  |        | 皇嗣秋篠宮文仁親王第1男子（第3子） | 皇位継承順位第2位                                                                                 |

※順序は兄弟姉妹間長子を優先。

## 生家・正田家

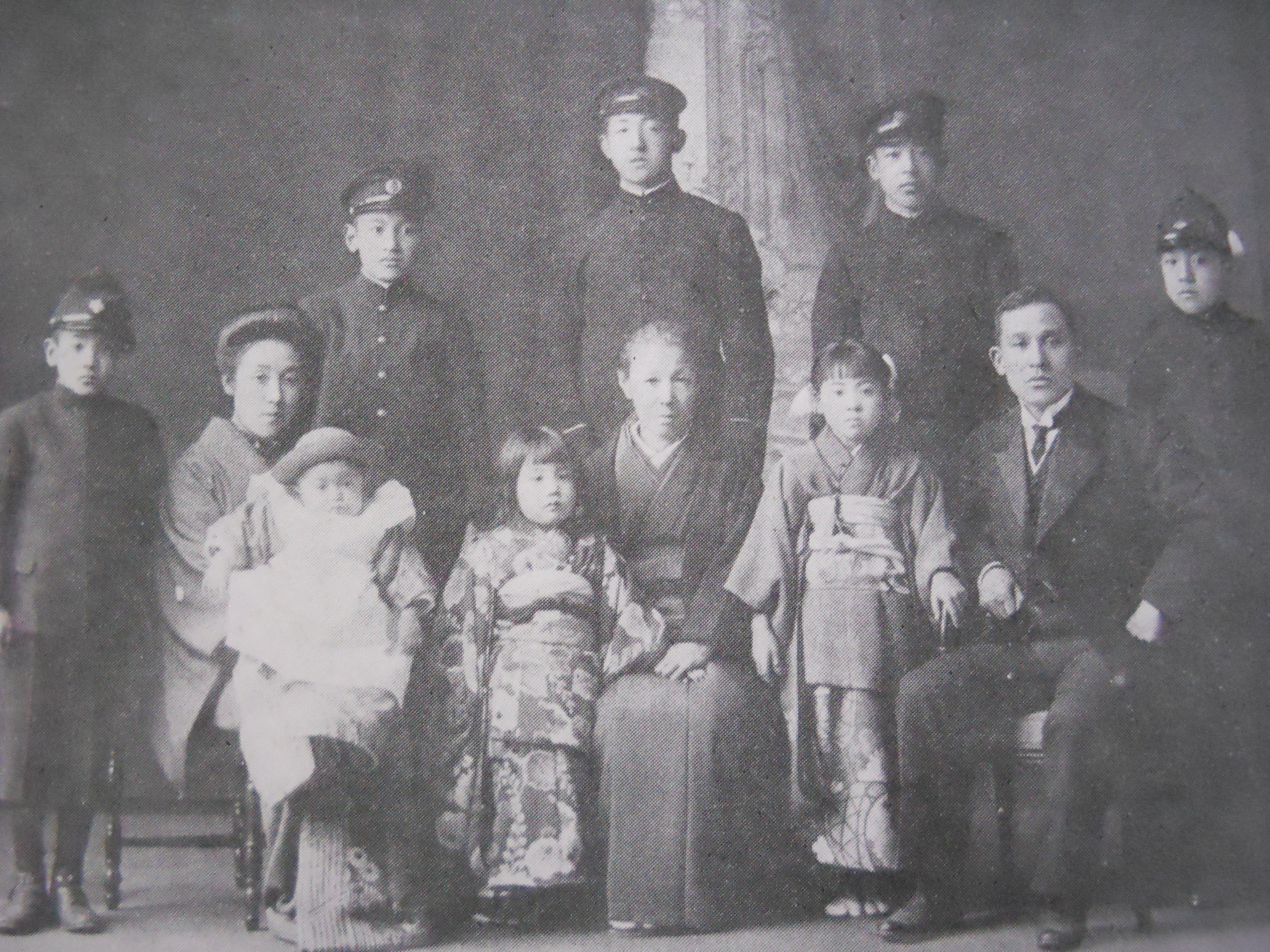
正田貞一郎の家族。
前列右から貞一郎、二女・勅子、母・幸、三女・祐子、五男・篤五郎、妻・きぬ、四男・順四郎、後列右から三男・英三郎、長男・明一郎、義弟・卓治、二男・建次郎。

- 高祖父：正田文右衛門 (3代) - 正田醤油創業者。
- 曽祖父：正田作次郎 - 外国米輸入商。
- 祖父：正田貞一郎 - 日清製粉グループ本社創業者。貴族院議員、東武鉄道会長、一橋大学如水会理事長、正五位勲三等・旭日中綬章。
- 祖母：きぬ - 正田醤油社長・文右衛門の長女。弟・卓治はオリエンタル酵母工業会長。
- 父：正田英三郎 - 日清製粉名誉会長。
- 母：富美子 - 多久藩士副島家出身。中支那振興常務理事・副島綱雄長女、英国租界（上海）生れ[注釈 4]。
- 兄・正田巌 - 日本銀行監事。妻は濱口雄彦の娘・淑。
- 妹・恵美子 - 夫は昭和電工社長・安西孝之。
- 弟：正田修 - 日清製粉グループ本社会長、東武鉄道監査役、花王取締役。妻は野津道貫侯爵の孫。
- 伯父：正田建次郎 - 大阪大学総長（第6代）、武蔵大学学長、勲一等瑞宝章[59]。
- 従兄：正田彬 - 慶應義塾大学名誉教授、上智大学教授。公正取引委員会顧問。
- 従兄：脇村春夫 - 東京大学助教授、東洋紡績専務。
- 従兄：水島恵一 - 文教大学学長。瑞宝中綬章。

### 系譜
- 『正田貞一郎小伝』9 - 21頁によると、
  - 「徳川家の菩提所である群馬県新田郡世良田長楽寺の伝えるところによれば、正田家の祖先は新田義重の家臣生田隼人[注釈 5]となっている。天正年間、生田義豊は徳川家康に謁し、新田、徳川の郷土に関する旧記由緒を上申して知行を受け、命により生田を正田と改めた。
  - 後世、世良田にいた正田家の人が館林に移って商人となり、これが館林における正田家の始まりである。それは、延享、寛政のころといわれ、四代を経て正田文右衛門と称し、以後累代これを襲名した。
  - 正田家は代々「米文」の暖簾のもとに米問屋を家業とし、上州館林藩および近郊きっての富商であった。「米文」の名声は江戸はいうまでもなく、大阪方面まで聞こえていた。弘化のころ（1844年 - 1847年）には名主の職にあり、名字帯刀を許されていた。
  - 文政元年（1818年）7月に生まれた文右衛門（3代目）は正田家「中興の祖」といわれている。文右衛門は明治6年（1873年）米穀商を辞め、醤油醸造業を始めたという。
- 神一行 『閨閥 改訂新版 特権階級の盛衰の系譜』（角川書店、2002年）385-386頁によると、
  - 「そもそも正田家のルーツは群馬県館林の在。“開かれた皇室”を実現すべく、皇太子妃を選ぶにあたって尽力した小泉信三は、正田家を300年前までさかのぼって調べたという。
  - 郷土史家によれば「正田家の祖先は源義家の孫、新田義重の重臣、生田隼人[注釈 5]までいきあたる」というが、入手した文献で確認できるのは、300年前の庄田六三郎（天和2年没）からである。
  - この六三郎が館林における正田家の始祖である。四代を経て正田文右衛門という人物が登場し、庄田を正田にあらため以後代々、正田家の当主は文右衛門を襲名するに至っている。江戸時代は「米文」の屋号で代々米問屋を営んでいたようで、江戸深川や大阪堂島の米相場を動かす、近郊きっての豪商だったと伝えられる。大繁盛した米問屋であったが、明治6年、正田英三郎の曾祖父にあたる三代目文右衛門は突然家業をやめ、「亀甲正」という商号で新しく醤油醸造業を始めたという。

### 正田家の系図
| 文右衛門(3代目) |                 |                 |                 |                 |                 |  |  |        |        |        |        |        |        |  |  |        |        |        |        |        |        |  |  |   |   |   |   |   |   |  |  |      |      |      |      |      |      |  |  |        |        |        |        |        |        |  |  |        |        |        |        |        |        |  |  |        |        |        |        |        |        |  |  |    |    |    |    |    |    |  |  |      |      |      |      |      |      |  |  |        |        |        |        |        |        |  |  |        |        |        |        |        |        |  |  |      |      |      |      |      |      |  |  |  |  |  |  |  |  |  |  |  |  |  |  |
|                 |                 |                 |                 |                 |                 |  |  |        |        |        |        |        |        |  |  |        |        |        |        |        |        |  |  |   |   |   |   |   |   |  |  |      |      |      |      |      |      |  |  |        |        |        |        |        |        |  |  |        |        |        |        |        |        |  |  |        |        |        |        |        |        |  |  |    |    |    |    |    |    |  |  |      |      |      |      |      |      |  |  |        |        |        |        |        |        |  |  |        |        |        |        |        |        |  |  |      |      |      |      |      |      |  |  |  |  |  |  |  |  |  |  |  |  |  |  |
|                 |                 |                 |                 |                 |                 |  |  |        |        |        |        |        |        |  |  |        |        |        |        |        |        |  |  |   |   |   |   |   |   |  |  |      |      |      |      |      |      |  |  |        |        |        |        |        |        |  |  |        |        |        |        |        |        |  |  |        |        |        |        |        |        |  |  |    |    |    |    |    |    |  |  |      |      |      |      |      |      |  |  |        |        |        |        |        |        |  |  |        |        |        |        |        |        |  |  |      |      |      |      |      |      |  |  |  |  |  |  |  |  |  |  |  |  |  |  |
| 文右衛門(4代目) | 文右衛門(4代目) | 文右衛門(4代目) | 文右衛門(4代目) | 文右衛門(4代目) | 文右衛門(4代目) |  |  | 作次郎 | 作次郎 | 作次郎 | 作次郎 | 作次郎 | 作次郎 |  |  |        |        |        |        |        |        |  |  |   |   |   |   |   |   |  |  |      |      |      |      |      |      |  |  |        |        |        |        |        |        |  |  |        |        |        |        |        |        |  |  |        |        |        |        |        |        |  |  |    |    |    |    |    |    |  |  |      |      |      |      |      |      |  |  |        |        |        |        |        |        |  |  |        |        |        |        |        |        |  |  |      |      |      |      |      |      |  |  |  |  |  |  |  |  |  |  |  |  |  |  |
| 文右衛門(4代目) | 文右衛門(4代目) | 文右衛門(4代目) | 文右衛門(4代目) | 文右衛門(4代目) | 文右衛門(4代目) |  |  | 作次郎 | 作次郎 | 作次郎 | 作次郎 | 作次郎 | 作次郎 |  |  |        |        |        |        |        |        |  |  |   |   |   |   |   |   |  |  |      |      |      |      |      |      |  |  |        |        |        |        |        |        |  |  |        |        |        |        |        |        |  |  |        |        |        |        |        |        |  |  |    |    |    |    |    |    |  |  |      |      |      |      |      |      |  |  |        |        |        |        |        |        |  |  |        |        |        |        |        |        |  |  |      |      |      |      |      |      |  |  |  |  |  |  |  |  |  |  |  |  |  |  |
| 文右衛門(5代目) |                 |                 |                 |                 |                 |  |  |        |        |        |        |        |        |  |  |        |        |        |        |        |        |  |  |   |   |   |   |   |   |  |  |      |      |      |      |      |      |  |  |        |        |        |        |        |        |  |  |        |        |        |        |        |        |  |  |        |        |        |        |        |        |  |  |    |    |    |    |    |    |  |  |      |      |      |      |      |      |  |  |        |        |        |        |        |        |  |  |        |        |        |        |        |        |  |  |      |      |      |      |      |      |  |  |  |  |  |  |  |  |  |  |  |  |  |  |
|                 |                 |                 |                 |                 |                 |  |  |        |        |        |        |        |        |  |  |        |        |        |        |        |        |  |  |   |   |   |   |   |   |  |  |      |      |      |      |      |      |  |  |        |        |        |        |        |        |  |  |        |        |        |        |        |        |  |  |        |        |        |        |        |        |  |  |    |    |    |    |    |    |  |  |      |      |      |      |      |      |  |  |        |        |        |        |        |        |  |  |        |        |        |        |        |        |  |  |      |      |      |      |      |      |  |  |  |  |  |  |  |  |  |  |  |  |  |  |
| きぬ            | きぬ            | きぬ            | きぬ            | きぬ            | きぬ            |  |  | 貞一郎 | 貞一郎 | 貞一郎 | 貞一郎 | 貞一郎 | 貞一郎 |  |  |        |        |        |        |        |        |  |  |   |   |   |   |   |   |  |  |      |      |      |      |      |      |  |  |        |        |        |        |        |        |  |  |        |        |        |        |        |        |  |  |        |        |        |        |        |        |  |  |    |    |    |    |    |    |  |  |      |      |      |      |      |      |  |  |        |        |        |        |        |        |  |  |        |        |        |        |        |        |  |  |      |      |      |      |      |      |  |  |  |  |  |  |  |  |  |  |  |  |  |  |
| きぬ            | きぬ            | きぬ            | きぬ            | きぬ            | きぬ            |  |  | 貞一郎 | 貞一郎 | 貞一郎 | 貞一郎 | 貞一郎 | 貞一郎 |  |  |        |        |        |        |        |        |  |  |   |   |   |   |   |   |  |  |      |      |      |      |      |      |  |  |        |        |        |        |        |        |  |  |        |        |        |        |        |        |  |  |        |        |        |        |        |        |  |  |    |    |    |    |    |    |  |  |      |      |      |      |      |      |  |  |        |        |        |        |        |        |  |  |        |        |        |        |        |        |  |  |      |      |      |      |      |      |  |  |  |  |  |  |  |  |  |  |  |  |  |  |
|                 |                 |                 |                 |                 |                 |  |  |        |        |        |        |        |        |  |  |        |        |        |        |        |        |  |  |   |   |   |   |   |   |  |  |      |      |      |      |      |      |  |  |        |        |        |        |        |        |  |  |        |        |        |        |        |        |  |  |        |        |        |        |        |        |  |  |    |    |    |    |    |    |  |  |      |      |      |      |      |      |  |  |        |        |        |        |        |        |  |  |        |        |        |        |        |        |  |  |      |      |      |      |      |      |  |  |  |  |  |  |  |  |  |  |  |  |  |  |
|                 |                 |                 |                 |                 |                 |  |  |        |        |        |        |        |        |  |  |        |        |        |        |        |        |  |  |   |   |   |   |   |   |  |  |      |      |      |      |      |      |  |  |        |        |        |        |        |        |  |  |        |        |        |        |        |        |  |  |        |        |        |        |        |        |  |  |    |    |    |    |    |    |  |  |      |      |      |      |      |      |  |  |        |        |        |        |        |        |  |  |        |        |        |        |        |        |  |  |      |      |      |      |      |      |  |  |  |  |  |  |  |  |  |  |  |  |  |  |
| 明一郎          | 明一郎          | 明一郎          | 明一郎          | 明一郎          | 明一郎          |  |  | はる   | はる   | はる   | はる   | はる   | はる   |  |  | 建次郎 | 建次郎 | 建次郎 | 建次郎 | 建次郎 | 建次郎 |  |  | ? | ? | ? | ? | ? | ? |  |  | 勅子 | 勅子 | 勅子 | 勅子 | 勅子 | 勅子 |  |  | 英三郎 | 英三郎 | 英三郎 | 英三郎 | 英三郎 | 英三郎 |  |  | 冨美子 | 冨美子 | 冨美子 | 冨美子 | 冨美子 | 冨美子 |  |  |        |        |        |        |        |        |  |  |    |    |    |    |    |    |  |  | 祐子 | 祐子 | 祐子 | 祐子 | 祐子 | 祐子 |  |  | 順四郎 | 順四郎 | 順四郎 | 順四郎 | 順四郎 | 順四郎 |  |  | 篤五郎 | 篤五郎 | 篤五郎 | 篤五郎 | 篤五郎 | 篤五郎 |  |  | 和子 | 和子 | 和子 | 和子 | 和子 | 和子 |  |  |  |  |  |  |  |  |  |  |  |  |  |  |
| 明一郎          | 明一郎          | 明一郎          | 明一郎          | 明一郎          | 明一郎          |  |  | はる   | はる   | はる   | はる   | はる   | はる   |  |  | 建次郎 | 建次郎 | 建次郎 | 建次郎 | 建次郎 | 建次郎 |  |  | ? | ? | ? | ? | ? | ? |  |  | 勅子 | 勅子 | 勅子 | 勅子 | 勅子 | 勅子 |  |  | 英三郎 | 英三郎 | 英三郎 | 英三郎 | 英三郎 | 英三郎 |  |  | 冨美子 | 冨美子 | 冨美子 | 冨美子 | 冨美子 | 冨美子 |  |  |        |        |        |        |        |        |  |  |    |    |    |    |    |    |  |  | 祐子 | 祐子 | 祐子 | 祐子 | 祐子 | 祐子 |  |  | 順四郎 | 順四郎 | 順四郎 | 順四郎 | 順四郎 | 順四郎 |  |  | 篤五郎 | 篤五郎 | 篤五郎 | 篤五郎 | 篤五郎 | 篤五郎 |  |  | 和子 | 和子 | 和子 | 和子 | 和子 | 和子 |  |  |  |  |  |  |  |  |  |  |  |  |  |  |
|                 |                 |                 |                 |                 |                 |  |  |        |        |        |        |        |        |  |  |        |        |        |        |        |        |  |  |   |   |   |   |   |   |  |  |      |      |      |      |      |      |  |  |        |        |        |        |        |        |  |  |        |        |        |        |        |        |  |  |        |        |        |        |        |        |  |  |    |    |    |    |    |    |  |  |      |      |      |      |      |      |  |  |        |        |        |        |        |        |  |  |        |        |        |        |        |        |  |  |      |      |      |      |      |      |  |  |  |  |  |  |  |  |  |  |  |  |  |  |
|                 |                 |                 |                 |                 |                 |  |  |        |        |        |        |        |        |  |  |        |        |        |        |        |        |  |  |   |   |   |   |   |   |  |  |      |      |      |      |      |      |  |  |        |        |        |        |        |        |  |  |        |        |        |        |        |        |  |  |        |        |        |        |        |        |  |  |    |    |    |    |    |    |  |  |      |      |      |      |      |      |  |  |        |        |        |        |        |        |  |  |        |        |        |        |        |        |  |  |      |      |      |      |      |      |  |  |  |  |  |  |  |  |  |  |  |  |  |  |
|                 |                 |                 |                 |                 |                 |  |  |        |        |        |        |        |        |  |  | 彬     | 彬     | 彬     | 彬     | 彬     | 彬     |  |  |   |   |   |   |   |   |  |  |      |      |      |      |      |      |  |  | 巌     | 巌     | 巌     | 巌     | 巌     | 巌     |  |  | 美智子 | 美智子 | 美智子 | 美智子 | 美智子 | 美智子 |  |  | 恵美子 | 恵美子 | 恵美子 | 恵美子 | 恵美子 | 恵美子 |  |  | 修 | 修 | 修 | 修 | 修 | 修 |  |  |      |      |      |      |      |      |  |  |        |        |        |        |        |        |  |  |        |        |        |        |        |        |  |  |      |      |      |      |      |      |  |  |  |  |  |  |  |  |  |  |  |  |  |  |

### 正田邸

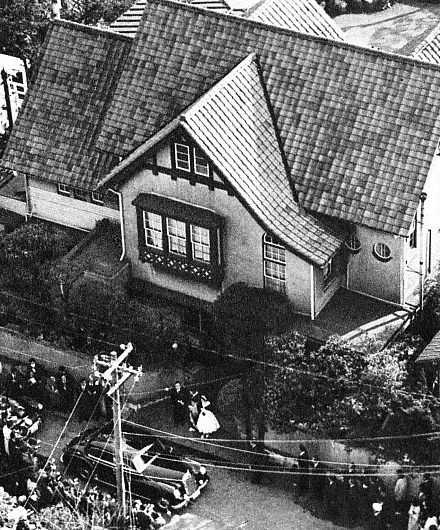
1959年（昭和34年）4月10日の正田家一族と正田邸（東京都品川区東五反田）。

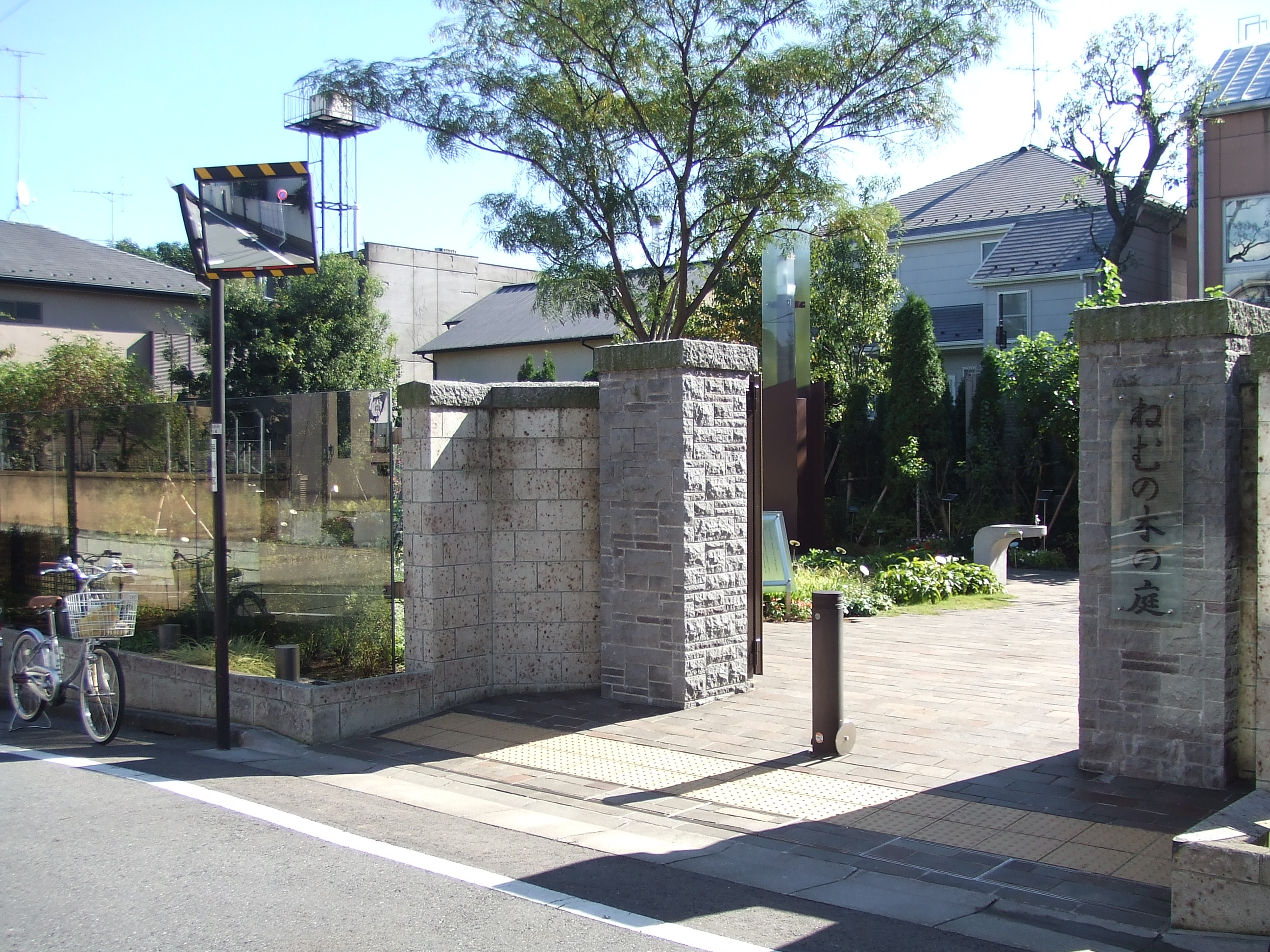
旧正田邸跡地の公園ねむの木の庭（2007年）。

美智子が家族とともに、出生から結婚までの大半を過ごした正田英三郎邸は、清水組によって設計・建設され1933年（昭和8年）10月に竣工した木造2階建て和洋折衷洋館。戦後の複合的な増築により屋根などの装飾が複雑に重なり、天窓などのモダニズム建築の要素も加えられた。近世イギリスのテューダー朝形式の英国風の屋根や、当時流行した木組みを表面に見せるハーフティンバー様式も取り入れたデザインは上流邸宅の典型。邸内は1階客室兼書斎の中央にマントルピースを備え、居間にはシャンデリアも下がり、和室も複数存在した。美智子の成婚後は、里帰り時の自動車が玄関に直接横付けできるよう、門、車庫周りを大きく改造した。
2001年6月、前年の英三郎死去に伴う相続税支払いのため、土地建物ともに国に物納され国有財産となる。昭和史の舞台であり稀少な戦前の邸宅が失われることを憂いた地域住民「旧正田邸を守る会」組織や西村眞悟衆議院議員らによって保存運動が展開され、ナショナル・トラスト（国民環境基金）方式によって、保存活用を図りたいと望む動きは全国に広がり、軽井沢町が移築・復元・保存を財務省に申し出るが、「皇后さまご自身は保存を望まれないご意向」が宮内庁長官から伝えられ、築70年目の2003年（平成15年）3月、解体された。跡地には2004年（平成16年）8月26日、品川区立公園であるねむの木の庭が開園した。園名は、美智子が聖心女子学院高等科時代に作った詩「ねむの木の子守歌」にちなんで命名された。竣工時の旧正田邸の門を模した正門、正田邸にあった庭石などがあり、暖炉の煙突をモチーフにしたガス灯などが配されている。園内には、皇后が歌会始で詠んだやまぼうし、ねむの木、ライラックや、美智子のお印である白樺などが植えられている。また、皇太子妃時代に、イギリスから贈られた薔薇プリンセス・ミチコも、初夏と秋に咲いている。

### 正田家と軽井沢

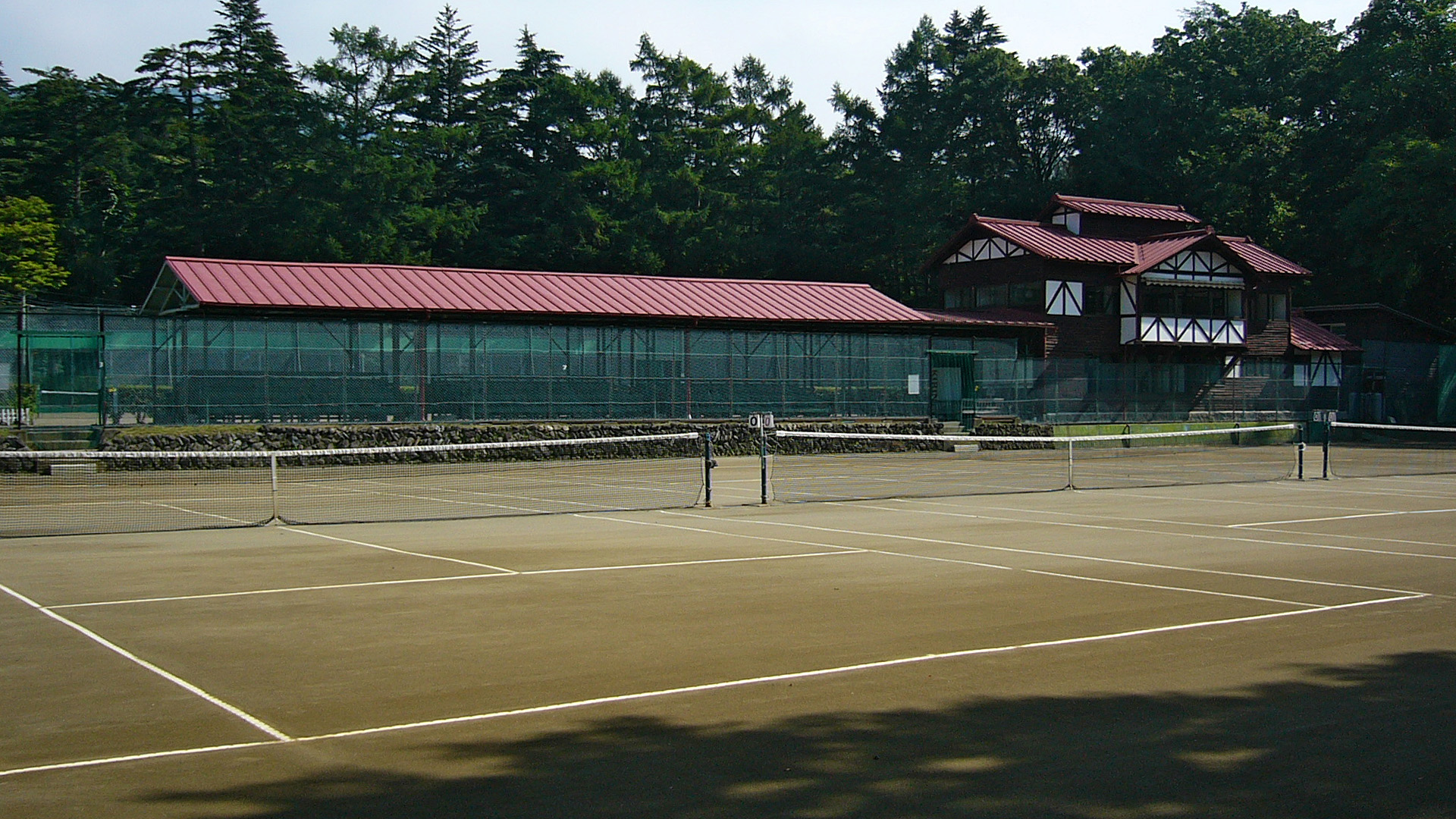
長野県軽井沢にある軽井沢会テニスコート。1957年（昭和32年）夏、明仁と美智子はこの場所で初めて出逢った

美智子が明仁と出逢うきっかけとなったのは、1957年（昭和32年）夏に長野県軽井沢町の軽井沢会テニスコートで開かれたテニストーナメントであり、これは両者が当時それぞれ同地に避暑滞在していたために参加することになったイベントであった。
正田家は、美智子の祖父・貞一郎の時代から軽井沢に別荘を所有しており、軽井沢町立図書館に所蔵されている1926年（大正15年）出版の地図によれば、離山の麓にある大隈重信邸の数軒隣で芳賀矢一邸および勝本正晃邸の向かい側に正田家の別荘があった（現在の大隈通り）。
美智子は幼少期から夏は軽井沢で避暑生活を送り、戦争末期の1945年（昭和20年）5月には軽井沢第一国民学校初等科5年に転入し（9月まで在籍）、同地で疎開と終戦を経験した。正田家は戦後も変わらず軽井沢で避暑生活を送っており、一方の明仁は、家庭教師のエリザベス・ヴァイニングに誘われて1949年（昭和24年）に軽井沢を訪れて以降、毎年軽井沢に避暑滞在していた。
皇室に嫁ぐ際、お印が夫妻の出逢った地・軽井沢にちなんで白樺に決まると、実家の庭に軽井沢から取り寄せたその苗木を自ら植えた。
幼少期に夏を過ごした場所から、夫との出逢いの場所となり、そして成婚後は徳仁ら皇子女を連れて家族としての思い出を育む場所となるなど、美智子にとって特別な場所となった軽井沢には、上皇后に即位した現在に至ってもなお毎年夏になると夫妻で滞在するのが恒例となっている。
なお、義娘である雅子も美智子と同様に軽井沢に実家の別荘があり幼少期から滞在しているなど、軽井沢と皇室のゆかりは深い。

## 栄典

### 日本
- 勲一等宝冠章（宝冠大綬章） - （1959年〈昭和34年〉4月10日）[62][63][64][65][66]

### 外国

カルロス3世勲章員としての紋章

- オーストリア：オーストリア共和国功績勲章大星章（ドイツ語版） - （1999年〈平成11年〉）[67]
- ベルギー：レオポルド勲章大十字章（英語版） - [68][69]
- デンマーク：エレファント勲章 - [70][71]
- エチオピア帝国：シバの女王勲章（イタリア語版） - [72][73]
- ドイツ：ドイツ連邦共和国功労勲章特等大十字章 -
- リトアニア：ヴィータウタス大公勲章大十字章（英語版） -
- ルクセンブルク：ナッサウ家の金獅子勲章（英語版） - [74]
- マレーシア：ラム・クラウン勲章（英語版） -
- ネパール王国： 
  - オヤイランニャ勲章（英語版） - [75]
  - ビレンドラ・ビール・ビクラム・シャハメダル[76]
- オランダ：オランダライオン勲章大十字騎士章（オランダ語版） - [77][78][79]
- ノルウェー：聖オーラヴ勲章 - [80]
- フィリピン：ガブリエラ・シラン勲章（英語版） - [81]
- ポーランド：白鷲勲章（英語版） - （2002年〈平成14年〉7月3日）[82]
- ポルトガル： 
  - エンリケ航海王子勲章大十字章 - （1998年〈平成10年〉5月12日）[83]
  - サンティアゴ・ダ・エスパーダ軍事勲章大十字章（英語版） - （1993年〈平成5年〉12月2日）[83]
- スペイン： 
  - イサベル・ラ・カトリカ勲章大十字章（スペイン語版） - （1972年〈昭和47年〉1月20日）[84][85][86]
  - カルロス3世勲章（スペイン語版） - （1994年〈平成6年〉10月7日）[87][88][89]
- スウェーデン：セラフィム勲章（英語版） - [90][91][92]
- ギリシャ：救世主勲章大十字章（英語版） -
- タイ：大チャクリー勲章 - [93][94][95][96]
- モロッコ：ウイサム・アラウアイト勲章[97][98]

### 名誉役職
- 日本赤十字社名誉総裁[99][100]：1989年（昭和64年）1月7日 – 2019年（平成31年）4月30日
- 国際児童図書評議会名誉総裁
- 国際児童図書館名誉会員

## 著作

### 和歌・発言集
- 『ともしび-皇太子同妃両殿下御歌集』 宮内庁東宮職編、婦人画報社、1986年12月
- 『瀬音-皇后陛下御歌集』 大東出版社、1997年4月、ISBN 4-500-00633-8。新装版 2007年、ISBN 978-4-500-00724-0
- 『あゆみ-皇后陛下お言葉集』 宮内庁侍従職監修、海竜社、2005年10月、ISBN 4759309004
  - 改訂版 2010年3月、ISBN 978-4-7593-1097-9／増訂版 2019年3月、ISBN 978-4-7593-1617-9
- 『道--天皇陛下御即位十年記念記録集』 宮内庁編、日本放送出版協会、1999年10月 ISBN 4-14-080467-X ／ 新装版 2009年、ISBN 978-4-14-081390-4
- 『道--天皇陛下御即位二十年記念記録集』 宮内庁編、日本放送出版協会、2009年9月、ISBN 978-4-14-081389-8
- 『道--天皇陛下御即位三十年記念記録集』 宮内庁編、NHK出版、2019年3月、ISBN 978-4-14-081775-9
- 『歌集 ゆふすげ』岩波書店[注釈 6]、2025年1月、ISBN 978-4-00-025435-9

### 児童関連楽曲・書籍
- 『はじめての やまのぼり』絵・武田和子 至光社 1991年、ISBN 9784783401995
- 『五木の子守唄 鮫島有美子』 Denon、1992年（作詞した「ねむの木の子守歌」を収録）
- 『愛のゆりかご 日本の子守歌』 中目徹編、東亜音楽社、1995年（楽譜、19曲目に作詞曲を収録）
- 『どうぶつたち (The Animals)：まど・みちお詩集』 選・英訳：皇后美智子、絵：安野光雅、すえもりブックス、1992年9月、ISBN 978-4-915777-06-6
- 『ふしぎなポケット (The Magic Pocket)：まど・みちお詩集』 選・英訳：皇后美智子、絵：安野光雅、すえもりブックス、1998年6月、ISBN 4-915777-21-9
- 『橋をかける--子供時代の読書の思い出』 すえもりブックス、1998年11月 ISBN 4-915777-22-7 ／ 文春文庫特装版、2009年4月、ISBN 978-4-16-775381-8
- 『バーゼルより--子どもと本を結ぶ人たちへ』 すえもりブックス、2003年2月、ISBN 4-915777-34-0（第2版）

### 作詞
- ねむの木の子守歌（作曲：山本正美）
  - 1966年、吉永小百合（ビクター）と梓みちよ（キング）、天地総子（コロムビア）、西田佐知子（ポリドール）の競作でシングルレコードとして発売。
  - 鮫島有美子や横内美知代をはじめ多くの歌手にカバーされている。

## 逸話

### 少女時代
- 非常に優れた運動神経の持ち主で、学生時代にはリレーの選手などに選ばれることが多かった。この当時は勝気な性格であったと伝えられる。
- 学生時代に学校において出会ったアイルランド人のカトリック教会修道女たちに深い思いを寄せており、一人ひとりの顔と名前を今なお鮮明に思い出すことができるという。
- 10代の頃、終戦後に発刊された少女雑誌『ひまわり』の読者欄に自作の詩を投稿し続けていた時期があり、同じ常連の投稿者には同い年の中村メイコがいて、お互いに顔や人物を見知らぬままに一席二席を競う好敵手の間柄であった。正田美智子（当時）の作品の印象は、中村には「とっても綺麗なしっとりとした良い詩」であった。後々になって中村は、投稿時に詩の選者をしていた竹内てるよから告げられて、かつて同誌上で一席二席に名前を並べていた少女が皇太子妃（当時）と同一人物であることを知ったという[102]。

### 天皇に関するもの
- 2009年（平成21年）11月6日に皇居の宮殿石橋の間で行われた「天皇陛下御即位二十年に際しての天皇皇后両陛下の記者会見」での自身の発言より。
  - 「戦後新憲法（日本国憲法第1章）により、天皇のご存在が『象徴』という、私にとっては不思議な言葉で示された1947年（昭和22年）、私はまだ中学に入ったばかりで、これを理解することは難しく、何となく意味の深そうなその言葉を、ただそのままに受け止めておりました。御所に上がって50年がたちますが、『象徴』の意味は、今も言葉には表し難く、ただ、陛下（＝自身の夫）が『国の象徴』また『国民統合の象徴』としての在り方を絶えず模索され、そのことをお考えになりつつ、それにふさわしくあろうと努めておられたお姿の中に、常にそれを感じてきたとのみ、答えさせていただきます。」[103]。

### 皇后に関するもの
- 2002年（平成14年）10月20日、自身の68歳の誕生日に際しての宮内記者会の質問に対する文書での回答[34]より。
  - 「皇后の役割の変化ということが折々に言われますが、私はその都度、明治の開国期に、激しい時代の変化の中で、皇后としての役割をお果たしになった昭憲皇太后のお上を思わずにはいられません。」
  - 「御服装も、それまでの五衣や袿袴に、皇室史上初めて西欧の正装が加えられ、宝冠を着け、お靴を召されました。そのどちらの御服装の時にも、毅然としてお美しいことに胸を打たれます。外国人との交際も、それまでの皇室に前例のないことでした。新しい時代の女子教育にもたずさわられ、日本初期の留学生、津田梅子、大山捨松、石井筆子始め一人一人の上に、当時の皇后様のお気持ちが寄せられていたと思われます。皇室における赤十字との関係も明治の時代に作られました。」
  - 「欧化思想とそれに抗する思想との渦巻く中で、日本の伝統を守りつつ、広く世界に御目を向けられた昭憲皇太后の御時代に、近代の皇后のあり方の基本が定まり、その後、貞明皇后、香淳皇后がそれぞれの時代の要請にこたえ、さらに沢山の新しい役割をお果たしになりました。どの時代にも皇后様方のお上に、歴代初めての体験がおありになり、近年では、香淳皇后の、皇后のお立場での外国御訪問が、皇室史上例のない画期的なことでございました。先の時代を歩まれた皇后様方のお上を思いつつ、私にも時の変化に耐える力と、変化の中で判断を誤らぬ力が与えられるよう、いつも祈っています。」

### 女性皇族に関するもの
- 2002年（平成14年）10月20日、自身の68歳の誕生日に際しての宮内記者会の質問に対する文書での回答[34]より。
  - 「これからの女性皇族に何を望むかという質問ですが、人は皆個性を持っていることであり、どなたに対しても類型的な皇族像を求めるべきではないと思います。それぞれの方らしく、御自分の求める女性像を、時と思いをかけて完成していっていただくことが望ましいのではないでしょうか。そして皇室の長い間のしきたりであり、また、日本人のしきたりでもある御先祖のお祀りを皆して大切にし、これまでどおり、それぞれのなさり方で陛下をお支えになって下されば、私は大層心強く思います。」

### 成婚に関するもの
- 1955年（昭和30年）- 1956年（昭和31年）ごろ、東京・銀座の小料理店「井上」2階にて、独身時代の三島由紀夫と見合い風の対面をしている（同店女将・井上つる江談。[104][105][106])
  - 三島は「こんなに素晴らしい女性はいない」と前向きであったが、破談となり大いに傷ついたという。後に成婚パレードで馬車に向かって投石した少年について、三島は「僕には気持ちがわかる」としたためている[107]。
- 成婚に際しては作曲家の團伊玖磨が「祝典行進曲」を作曲した。この曲はのちに長女の紀宮清子内親王が民間家庭へ降嫁する際、皇居から帝国ホテルへ出発する内親王を送迎するためにも演奏された。
- 国民から盛大な歓迎と祝福を受けたが、このことに関し2004年（平成16年）の誕生日に次のように発表した[108]。
  - 「私は今でも、昭和34年のご成婚の日のお馬車の列で、沿道の人々から受けた温かい祝福を、感謝とともに思い返すことがよくあります。東宮妃として、あの日、民間から私を受け入れた皇室と、その長い歴史に、傷をつけてはならないという重い責任感とともに、あの同じ日に、私の新しい旅立ちを祝福して見送ってくださった大勢の方々の期待を無にし、私もそこに生を得た庶民の歴史に傷を残してはならないという思いもまた、その後の歳月、私の中に、常にあったと思います」。
- 結婚の儀当日天皇から授けられた守り刀は、1955年（昭和30年）に、刀剣では最初の重要無形文化財保持者（人間国宝）に認定された刀工高橋貞次の作。浩宮徳仁親王・礼宮文仁親王の守り刀も彼の作である。

### 家庭・育児に関するもの
- 成婚時に「殿下にお料理を作って差し上げたい」と希望し、新造の東宮御所奥公室に小さな厨房を設置。のちに幼少期の浩宮徳仁親王、礼宮文仁親王、紀宮清子内親王らの離乳食や弁当もこの厨房で自ら作ったこともある。
- 皇室の慣習である宮中御産殿での出産や、乳母制度、傅育官制度を廃止。3人の子をすべて自らの手で育てた。とりわけ浩宮徳仁親王は誕生に際し、母子手帳が発給されたことでも知られ、「乳が足りない際には（乳母を立てず）人工栄養で育てるよう」指示がなされた。なお、のちの礼宮文仁親王、紀宮清子内親王の誕生の際には（母親学級に参加する際の警備上の問題などもあって）、母子手帳の発給を受けることはなかった。
- いわゆる「ナルちゃん憲法」に関して、皇后自身は「書き溜めたメモの溜まったものに過ぎない」としている[108]。

### 祭祀・公務などに関するもの

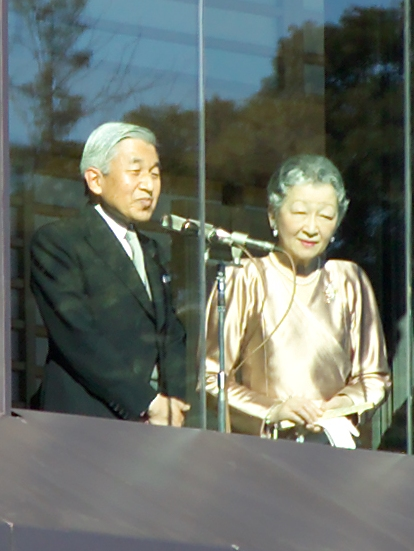
2005年（平成17年）12月、天皇誕生日の一般参賀にて天皇と共に。

- 天皇行幸の際には、ほぼ常に妻として同行している（行幸啓[109]）。そのときの服装は、訪問地に縁のある花をあしらった帽子や、同様の意味合いを持つ色の服を着るなどの配慮をしている。例えば2007年（平成19年）の訪欧時には、各国の国旗の色をあしらった服や、コサージュを着用した。
- 明治の昭憲皇太后、大正の貞明皇后、昭和の香淳皇后が行ってきた養蚕（皇后御親蚕）を継承している[110]。紅葉山御養蚕所において奈良時代から飼育され続けてきた蚕の品種「小石丸」の飼育中止が検討されたとき、これを残すことを主張して同種を救った。小石丸は今日では全国で飼育されるに至り、各種美術品の修復にも用いられている。養蚕によって作られた絹糸で、皇后のドレスを仕立てたこともある。近年では、眞子内親王・佳子内親王が養蚕を手伝っており、内親王たちの着物に仕立てられたという。
- 特徴ある活動としては、児童への図書普及への取り組みが挙げられる。1998年（平成10年）、インドで開催された「国際児童図書評議会 (IBBY)」におけるビデオによる基調講演「子供時代の読書の思い出」[注釈 7]では、日本武尊の妃・弟橘比売の吾妻における入水の物語などを引いて、成婚以来のその胸中を語り世界中に大反響を呼んだ。またこの講演では、幼少のころに家族から聞かされた童話として新美南吉の『デンデンムシノカナシミ』を取り上げ、大人になってからもよく思い出される作品であると紹介した。講演内容は『橋をかける』という題名で、各国にて出版された。2002年には、スイスで開催されたIBBY50周年記念大会に、名誉総裁として出席し祝辞を述べた。なお、その時の祝辞は、『バーゼルより-子どもと本を結ぶ人たちへ』という題名で出版されている。皇后が単身日本国外に行啓した史上最初の例である。
- 戦没者慰霊の地に赴き、和歌を詠んでいる。

### 他の妃・皇孫に対するもの
- 自身の嫁にあたる皇后雅子は同じく旧皇族・旧華族以外の出身であり、彼女に対してそれまでの自分の経験を話し、助言をしていると言われている。彼女の皇太子徳仁親王（当時）との婚約が内定した際には、「またひとつ宝物が増えました」との感想を発表している。
- 皇太子徳仁親王（当時）の結婚の際には、皇太子妃雅子（当時）にルビーの指輪を贈った。この指輪は自身の結婚の際、姑の香淳皇后から贈られたものであった。また、秋篠宮文仁親王の結婚の際には、同妃紀子に真珠の指輪を贈った。
- 2006年（平成18年）2月、秋篠宮妃紀子の第三子懐妊時には、友人に秋篠宮および同妃が、一人で悩んでいる天皇の胸中を思って懐妊を決断したのだろうという、天皇への思いを語ったとされる。また、紀子妃が前置胎盤で帝王切開が必要なことが分かると、それを心配する言葉を寄せた。
  - 無事に自身の4人目の孫にあたる悠仁親王が誕生すると、祖母の皇后は白いベビーシューズを携えて見舞いに訪れた。このベビーシューズは秋篠宮家で大切に保管されていたとみられ、悠仁親王の1歳の誕生日写真においてソファ脇の机に飾られていた[111]。
- また、同年の誕生日においては、敬宮愛子内親王との面会や彼女の「着袴の儀」を楽しみにしている旨を発表[112]。なお、この年を境に、コメント・会見の際に「敬宮（読み：としのみや）」と呼ばずに「愛子（読み：あいこ）」と呼んでいる。

### その他

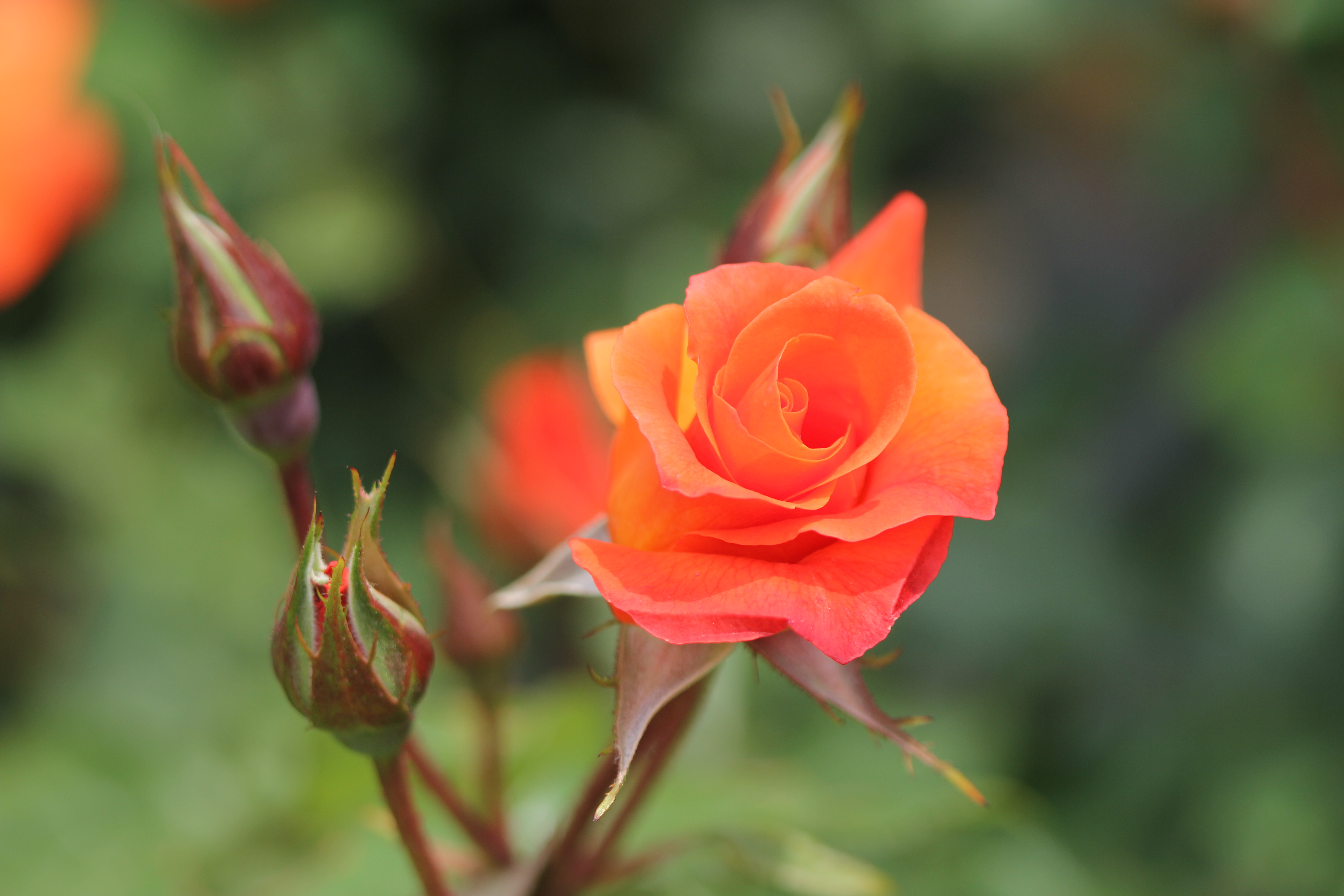
プリンセス・ミチコ（1966年）。

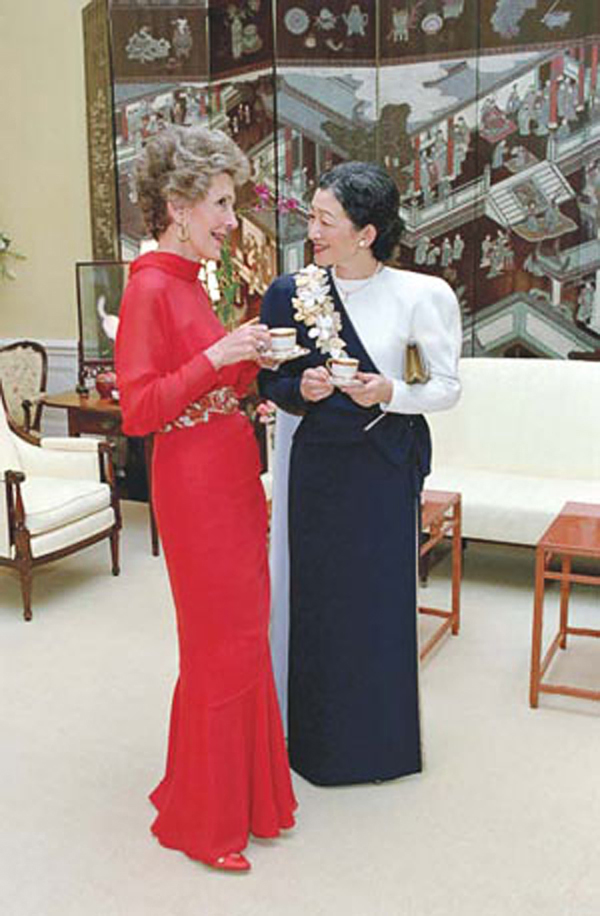
1987年（昭和62年）、レーガン大統領夫人と皇太子妃美智子。

- 王室間の交流を持つイギリスのディクソン社からプリンセス・ミチコというバラを献呈されており、皇居の庭にも植えられている。ほかにエンプレス・ミチコというバラが皇后冊立後4周年記念に献呈されたが、「プリンセス・ミチコ」の方がフロリバンダの品種として優れており「美智子さまの薔薇」と言えばこちらを指すのが一般的である。
- 皇太子妃時代、庶民からの羨望の気持ちを込めて「同じ服は二度と着ない」などともいわれて[誰?]いたが、実際には丁寧に管理され、時には仕立て直しなどリフォームをして繰り返し着用しているという[113]。
- 公務の際は、洋装に日本独自のもの（佐賀錦など）をあしらったり、国内では訪問先の国花・都道府県花などを身につけたり、国旗を意識した配色の衣服を着用するなどの気配りを見せている。そのファッションセンスは、日本のみならず世界的にも高く評価されており、皇太子妃時代の1985年（昭和60年）・1988年（昭和63年）、皇后時代の1990年（平成2年）の三度、国際ベストドレッサー賞を受賞している。植田いつ子らがデザイナーとして知られる。
- 1992年（平成4年）に、山形県において開催された秋の国体（第47回国民体育大会、通称：べにばな国体）の開会式臨席の際、暴漢が発煙筒を投じたところ、とっさに片手を挙げ身を挺して隣にいた天皇をかばうなど[注釈 8]、常に天皇を気遣っている。
- 宮内庁職員組合文化祭には白木華子（＝白樺子→シラカバ）の名前でひそかに手芸作品を出品したことがある。その時、紀宮清子内親王も「川瀬美子（かわせ・みこ→カワセミ）」の名前で出品した。
- 音楽に造詣が深く、学生時代からピアノが得意とされる。高折宮次（日本ショパン協会初代会長、1893-1963）よりレッスンを受けている。バチカン訪問の際の音楽会では、即興でグノーの『アヴェ・マリア』の伴奏を弾いた。自宅でじかに演奏に接したピアニストの中村紘子は、あれだけ想いの深い演奏をするピアニストは日本にはいない、もしピアニストになっていたら自分には出番がなかっただろう、と最大級の讃辞を送っている[114]。またピアニスト・田中希代子の演奏を愛し、1996年（平成8年）に田中が急逝したときには深い悲しみを表している。このほかハープも得意としており、ハープを演奏する写真も撮影されている。2009年（平成21年）のカナダ訪問時に訪れたトロントの小児病院では、子どもたちを前に、子育てのとき子どもたちに歌って聞かせた「揺籃のうた」（北原白秋作詞、草川信作曲）を歌唱した。

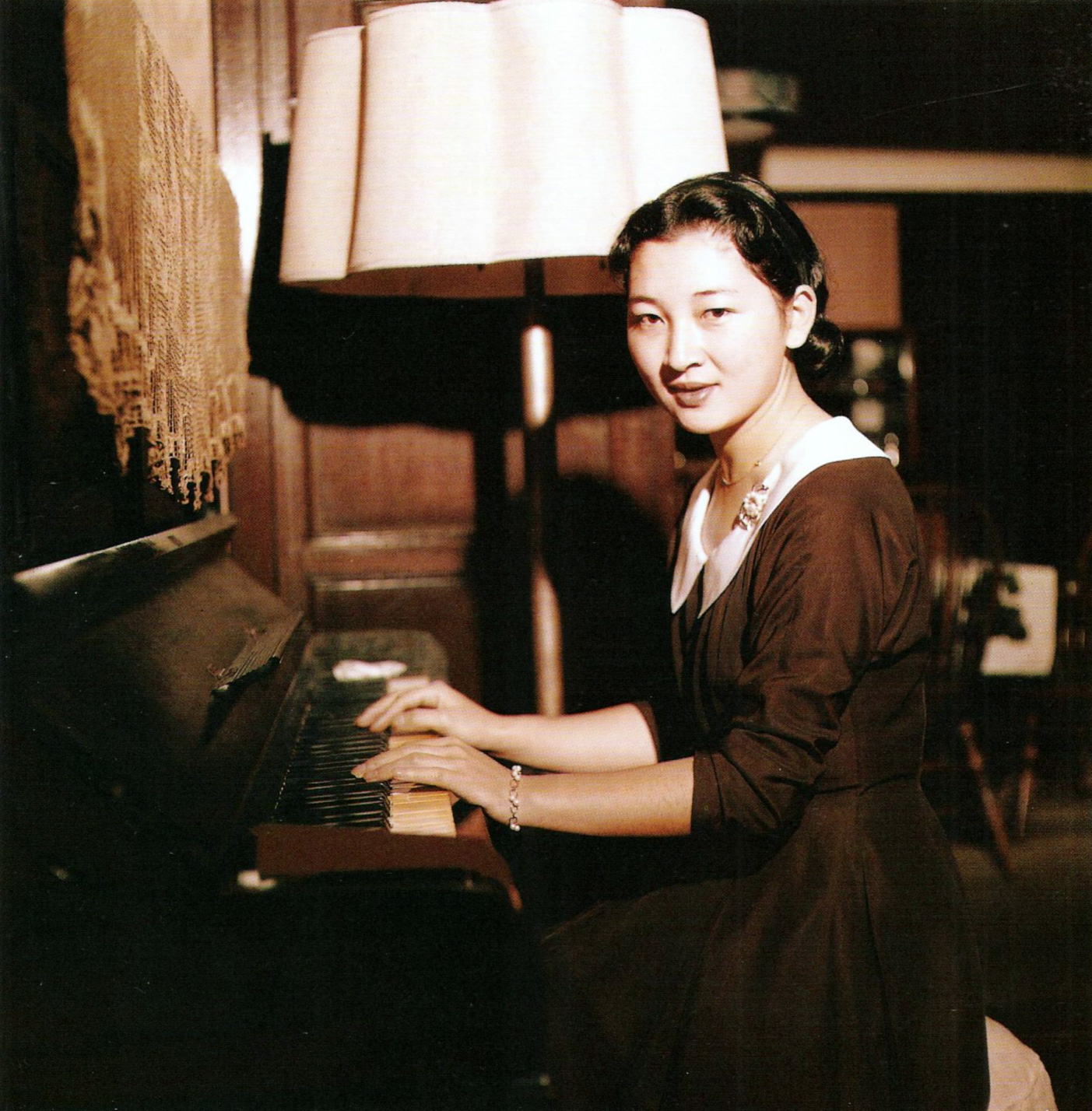
1958年（昭和33年）、ピアノを演奏する皇后美智子（正田美智子）。

- 1999年（平成11年）、父・正田英三郎の死去に伴い、東京都品川区東五反田五丁目（通称「池田山」）の生家正田邸が相続の対象になった際は、相続権を放棄。正田邸跡地は小公園「品川区立ねむの木の庭」になっている。
- 元・宮内庁担当記者の板垣恭介は、皇太子妃時代の記者会見で彼女がクッキーを手作りすることを疑う質問をすると、次の機会で記者らに手作りクッキーを出して笑顔で勧めたり、明仁皇太子の語学に関する話題で不用意な発言をし気まずくなった板垣をかばい、彼のタバコに火をつけながらフォローする言葉をかけてくれて、母校の聖心で「あっ、やばい!」などと下世話なかけ声をかけながらテニスをするという皇后の人柄を、聡明でユーモアがあると好意的に評した[22]。板垣は夫妻のメキシコ訪問時に、明仁皇太子に美智子妃の報道に関する相談を受けたこともある[26]。

## 発言

### 成婚前・皇太子妃時代（昭和）
- 「とてもご誠実で、ご立派で、心からご信頼申し上げ、ご尊敬申し上げて行かれる方だというところに魅力を感じ致しました」 - 1958年（昭和33年）11月27日、婚約決定記者会見での明仁親王評。
- 「難しいこともたくさんありましたし、辛いこともあります。いつになったら慣れるのか見当がつきません。（中略）時には八方ふさがりのような気持ちになることもあります」 - 1960年（昭和35年）4月11日、結婚一周年の記者会見で。
- 「わたくしも差し上げるのならお点ではなく、感謝状を」 - 1984年（昭和59年）4月10日、銀婚記者会見にて。明仁親王の「点数をつけることはできないが努力賞ということで」をふまえ。

### 皇后時代（平成）
- 「平成初めての大会にあたり、1947年（昭和22年）以来、42年の長い年月にわたって名誉総裁の責務をお果たしになった皇太后陛下に、わたくしどもの深い感謝をお奉げしたいと思います」 - 1989年（平成元年）5月31日、平成元年全国赤十字大会にて。
- 「皇室も時代と共に存在し、各時代、伝統を継承しつつも変化しつつ、今日に至っていると思います。この変化の尺度を量れるのは、皇位の継承に連なる方であり、配偶者や家族であってはならないと考えています。伝統がそれぞれの時代に息づいて存在し続けるよう、各時代の天皇が願われ、御心をくだいていらしたのではないでしょうか。きっと、どの時代にも新しい風があり、またどの時代の新しい風も、それに先立つ時代なしには生まれ得なかったのではないかと感じています」「（皇室観について）私の目指す皇室観というものはありません。ただ、陛下のお側にあって、全てを善かれと祈り続ける者でありたいと願っています」 - 以上、1994年（平成6年）10月20日、還暦文書回答にて、「皇后美智子が天皇とともに皇室に新風を吹き込んだ」という指摘に対して。
- 「国民の叡智がよき判断を下し、国民の意志がよきことを志向するよう祈り続けていることが、皇室存在の意義、役割を示しているのではないかと考えます」 - 1995年（平成7年）10月20日、誕生日の文書回答にて
- 「常に国民の関心の対象となっているというよりも、国の大切な折々に、この国に皇室があってよかったと、国民が心から安堵し喜ぶことのできる皇室でありたいと思っています」 - 1996年（平成8年）10月20日、誕生日の文書回答にて。
- 「不思議な波が、私たちの少し前で何回かとまり、左手の子供たちが、心配そうにこちらを見ておりましたので、どうかしてこれをつなげなければと思い、陛下のお許しをいただいて加わりました」 - 1998年（平成10年）10月20日、誕生日の文書回答にて、長野パラリンピックでのウェーブ参加に関して[115]。
- 「どの時代にも皇后様方のお上に、歴代初めての体験がおありになり（中略）先の時代を歩まれた皇后様方のお上を思いつつ、私にも時の変化に耐える力と、変化の中で判断を誤らぬ力が与えられるよう、いつも祈っています。これからの女性皇族に何を望むかという質問ですが、人は皆個性を持っていることであり、どなたに対しても類型的な皇族像を求めるべきではないと思います」 - 2002年（平成14年）10月20日、誕生日の文書回答にて[34]。
- 「清子は、私が何か失敗したり、思いがけないことが起こってがっかりしているときに、まずそばに来てドンマーインと、のどかに言ってくれる子どもでした」 - 2005年（平成17年）10月20日、誕生日文書回答にて、数日後に控えた清子内親王の降嫁を前に[116]。
- 「東宮妃の公務復帰については、専門医の診断を仰ぎながら、妃自身が一番安心できる時を待って行われることが大切だと思います。あせることなく、しかし、その日が必ず来ることに希望をもって、東宮妃も、また東宮も、それまでの日々、自分を大切にして過ごしてほしいと祈っています」 - 2006年（平成18年）10月20日、誕生日の文書回答にて[117]
- 「（かくれみのを用いて）混雑する駅の構内をスイスイと歩く練習をし、その後、学生のころよく通った神田や神保町の古本屋さんに行き、もう一度長い時間をかけて本の立ち読みをしてみたいと思います」 - 2007年（平成19年）5月14日、欧州諸国歴訪前の記者会見にて、「身分を隠し好きなところで一日を過ごすとしたら」という問いに対し[118]。
- 「皇太子妃の健康についての質問ですが（中略）妃は皇太子にとり、また、私ども家族にとり、大切な人であり、『妃の快復を祈り、見守り、支えていきたい』という、私の以前の言葉に変わりはありません」
- 「このごろ愛子と一緒にいて、もしかしたら愛子と私は物事や事柄のおかしさの感じ方が割合と似ているのかもしれないと思うことがあります。周囲の人のちょっとした言葉の表現や、話している語の響きなど、『これは面白がっているな』と思ってそっと見ると、あちらも笑いを含んだ目をこちらに向けていて、そのようなとき、とても幸せな気持ちになります。思い出してみると、眞子や佳子が小さかったころにも、同じようなことが、たびたびありました」 - 2008年（平成20年）10月20日、誕生日の文書回答にて[119]。
- 「このたびも私はやはり感謝状を、何かこれだけでは足りないような気持ちがいたしますが、心を込めて感謝状をお贈り申し上げます」 - 2009年（平成21年）4月8日、結婚50周年記者会見にて。先の25周年記者会見での発言をふまえ[120]
- 「東宮も秋篠宮も孫として昭和天皇のおそばで過ごす機会をたびたびにいただき、また成人となってからは、陛下をお助けするなかでそのお考えに触れ、日々のお過ごしようをつぶさに拝見し、それぞれの立場への自覚を深めてきたことと思います。これからも二人がお互いを尊重しつつ、補い合って道を歩み、家族も心を合わせてそれを支えていってくれることを信じ、皇室の将来を、これからの世代の人々の手にゆだねたいと思います」 - 2009年（平成21年）11月11日、天皇即位20年に際する記者会見にて[121]
- 「80年前、私に生を与えてくれた両親はすでに世を去り、私は母の生きた齢（とし）を越えました。嫁ぐ朝の母の無言の抱擁の思い出とともに、同じ朝『陛下と殿下の御心に添って生きるように』と諭してくれた父の言葉は、私にとり常に励ましであり指針でした。これからもそうあり続けることと思います」 - 2014年（平成26年）10月20日、皇后誕生日に際し、80年の傘寿を迎えて[122]

### 譲位（上皇明仁の退位）に関して
- 「8月に陛下の御放送があり、現在のお気持ちのにじむ内容のお話が伝えられました。私は以前より、皇室の重大な決断が行われる場合、これに関わられるのは皇位の継承に連なる方々であり、その配偶者や親族であってはならないとの思いをずっと持ち続けておりましたので、皇太子や秋篠宮ともよく御相談の上でなされたこの度の陛下の御表明も、謹んでこれを承りました。ただ、新聞の一面に『生前退位』という大きな活字を見た時の衝撃は大きなものでした。それまで私は、歴史の書物の中でもこうした表現に接したことが一度もなかったので、一瞬驚きと共に痛みを覚えたのかもしれません。私の感じ過ぎであったかもしれません。」- 2016年（平成28年）10月20日、82歳の皇后誕生日に際しての宮内記者会の質問に対する文書回答[123]より。
- 「陛下の御譲位については、多くの人々の議論を経て、この6月9日、国会で特例法が成立しました。長い年月、ひたすら象徴のあるべき姿を求めてここまで歩まれた陛下が、御高齢となられた今、しばらくの安息の日々をお持ちになれるということに計りしれぬ大きな安らぎを覚え、これを可能にして下さった多くの方々に深く感謝しております。」 - 2017年（平成29年）10月20日、83歳の皇后誕生日に際しての宮内記者会の質問に対する文書回答[124]より。
- 「約30年にわたる、陛下の『天皇』としてのお仕事への献身も、あと半年程で一つの区切りの時を迎えます。これまで『全身』と『全霊』双方をもって務めに当たっていらっしゃいましたが、加齢と共に徐々に『全身』をもって、という部分が果たせなくなることをお感じになり、政府と国民にそのお気持ちをお伝えになりました。5月からは皇太子が、陛下のこれまでと変わらず、心を込めてお役を果たしていくことを確信しています。」
- 「陛下は御譲位と共に、これまでなさって来た全ての公務から御身を引かれますが、以後もきっと、それまでと変わらず、国と人々のために祈り続けていらっしゃるのではないでしょうか。私も陛下のおそばで、これまで通り国と人々の上によき事を祈りつつ、これから皇太子と皇太子妃が築いてゆく新しい御代の安泰を祈り続けていきたいと思います。」
- 「24歳の時、想像すら出来なかったこの道に招かれ、大きな不安の中で、ただ陛下の御自身のお立場に対するゆるぎない御覚悟に深く心を打たれ、おそばに上がりました。そして振り返りますとあの御成婚の日以来今日まで、どのような時にもお立場としての義務は最優先であり、私事はそれに次ぐもの、というその時に伺ったお言葉のままに、陛下はこの60年に近い年月を過ごしていらっしゃいました。義務を一つ一つ果たしつつ、次第に国と国民への信頼と敬愛を深めていかれる御様子をお近くで感じとると共に、新憲法で定められた『象徴』（皇太子時代は将来の『象徴』）のお立場をいかに生きるかを模索し続ける御姿を見上げつつ過ごした日々を、今深い感慨と共に思い起こしています。」
- 「皇太子妃、皇后という立場を生きることは、私にとり決して易しいことではありませんでした。与えられた義務を果たしつつ、その都度新たに気付かされたことを心にとどめていく - そうした日々を重ねて、60年という歳月が流れたように思います。学生時代よく学長が『経験するだけでは足りない。経験したことに思いをめぐらすように』と云われたことを、幾度となく自分に云い聞かせてまいりました。その間、昭和天皇と香淳皇后の御姿からは計り知れぬお教えを賜り、陛下には時に厳しく、しかし限りなく優しく寛容にお導き頂きました。3人の子ども達は、誰も本当に可愛く、育児は眠さとの戦いでしたが、大きな喜びでした。これまで私の成長を助けて下さった全ての方々に深く感謝しております。」
- 「陛下の御譲位後は、陛下の御健康をお見守りしつつ、御一緒に穏やかな日々を過ごしていかれればと願っています。そうした中で、これまでと同じく日本や世界の出来事に目を向け、心を寄せ続けていければと思っています。例えば、陛下や私の若い日と重なって始まる拉致被害者の問題などは、平成の時代の終焉と共に急に私どもの脳裏から離れてしまうというものではありません。これからも家族の方たちの気持ちに陰ながら寄り添っていきたいと思います。」
- 「先々には、仙洞御所となる今の東宮御所に移ることになりますが、かつて30年程住まったあちらの御所には、入り陽の見える窓を持つ一室があり、若い頃、よくその窓から夕焼けを見ていました。3人の子ども達も皆この御所で育ち、戻りましたらどんなに懐かしく当時を思い起こす事と思います。」
- 「赤坂に移る前に、ひとまず高輪の旧高松宮邸であったところに移居いたします。昨年、何年ぶりかに宮邸を見に参りましたが、両殿下の薨去よりかなりの年月が経ちますのに、お住居の隅々まできれいで、管理を任されていた旧奉仕者が、夫妻2人して懸命にお守りして来たことを知り、深く心を打たれました。出来るだけ手を入れず、宮邸であった当時の姿を保ったままで住みたいと、陛下とお話しし合っております。」
- 「公務を離れたら何かすることを考えているかとこの頃よく尋ねられるのですが、これまでにいつか読みたいと思って求めたまま、手つかずになっていた本を、これからは1冊ずつ時間をかけ読めるのではないかと楽しみにしています。読み出すとつい夢中になるため、これまで出来るだけ遠ざけていた探偵小説も、もう安心して手許に置けます。ジーヴス[125]も2、3冊待機しています。」
- 「また赤坂の広い庭のどこかによい土地を見つけ、マクワウリを作ってみたいと思っています。こちらの御所に移居してすぐ、陛下の御田の近くに1畳にも満たない広さの畠があり、そこにマクワウリが幾つかなっているのを見、大層懐かしく思いました。頂いてもよろしいか陛下に伺うと、大変に真面目なお顔で、これはいけない、神様に差し上げる物だからと仰せで、6月の大祓の日に用いられることを教えて下さいました。大変な瓜田に踏み入るところでした[注釈 9]。それ以来、いつかあの懐かしいマクワウリを自分でも作ってみたいと思っていました。」
- 「皇太子、天皇としての長いお務めを全うされ、やがて85歳におなりの陛下が、これまでのお疲れをいやされるためにも、これからの日々を赤坂の恵まれた自然の中でお過ごしになれることに、心の安らぎを覚えています。」
- 「しばらく離れていた懐かしい御用地が、今どのようになっているか。日本タンポポはどのくらい残っているか、その増減がいつも気になっている日本蜜蜂は無事に生息し続けているか等を見廻り、陛下が関心をお持ちの狸の好きなイヌビワの木なども御一緒に植えながら、残された日々を、静かに心豊かに過ごしていけるよう願っています。」 - 2018年（平成30年）10月20日、84歳の皇后として最後の誕生日に際しての宮内記者会の質問に対する文書回答[126]より。

## 上皇后美智子を取り上げた主な作品
以下、主に「平成」から「令和」への改元（代替わり）に際して放送されたテレビ特番。
NHKドキュメンタリー
- 『天皇 運命の物語 第2話「いつもふたりで」』 - 【語り】山根基世、【朗読】原康義、坂口芳貞（NHK総合、2018年12月24日放送）
- 『天皇 運命の物語 第4話「皇后 美智子さま」』 - 【語り】山根基世（NHK総合、2019年3月30日放送）
- 『皇后四代〜思いは時を超えて〜』 - 【語り】羽田美智子、濱中博久（NHKBSプレミアム、2019年4月29日放送）
  - 明治時代の昭憲皇太后、大正時代の貞明皇后、昭和時代の香淳皇后、そして平成時代の上皇后美智子と、近代・現代史上において皇后四代がどう役割を果たしてきたのかを描いたNHK製作のドキュメンタリー特番。

テレビドラマ
- 『プリンセス美智子さま物語 知られざる愛と苦悩の軌跡』
  - 2019年4月30日18時30分から5月1日0時55分にフジテレビ（FNN系列）で放送された報道特別番組『FNN報道スペシャル 平成の大晦日 令和につなぐテレビ 知られざる皇室10の物語』内で放送された、上皇后美智子が自身で手記していたノートの内容を元にフジテレビが製作したドキュメントドラマ。